# Liste des monuments historiques protégés en 1979
Cet article recense les monuments historiques français classés ou inscrits en 1979.

## Protections
| Édifice                                                           | Commune                                     | Département             | Région                     | Protection | Base Mérimée                         | Coordonnées                         | Image |
| ----------------------------------------------------------------- | ------------------------------------------- | ----------------------- | -------------------------- | ---------- | ------------------------------------ | ----------------------------------- | ----- |
| Chapelle Notre-Dame-de-Beaumont                                   | La Chapelle-du-Châtelard                    | Ain                     | Auvergne-Rhône-Alpes       | inscrit    | « PA00116364 », notice no PA00116364 | 46° 04′ 10″ nord, 5° 01′ 27″ est    |       |
| Église Saint-Pierre                                               | Monthieux                                   | Ain                     | Auvergne-Rhône-Alpes       | inscrit    | « PA00116431 », notice no PA00116431 | 45° 57′ 24″ nord, 4° 56′ 24″ est    |       |
| Halles de Condé-en-Brie                                           | Condé-en-Brie                               | Aisne                   | Hauts-de-France            | inscrit    | « PA00115610 », notice no PA00115610 | 49° 00′ 16″ nord, 3° 33′ 45″ est    |       |
| Château de Condé                                                  | Condé-en-Brie                               | Aisne                   | Hauts-de-France            | classé     | « PA00115608 », notice no PA00115608 | 49° 00′ 20″ nord, 3° 33′ 33″ est    |       |
| Église Saint-Martin de Nesles-la-Montagne                         | Nesles-la-Montagne                          | Aisne                   | Hauts-de-France            | classé     | « PA00115840 », notice no PA00115840 | 49° 01′ 12″ nord, 3° 25′ 37″ est    |       |
| Église Sainte-Anne                                                | Chappes                                     | Allier                  | Auvergne-Rhône-Alpes       | classé     | « PA00093041 », notice no PA00093041 | 46° 23′ 18″ nord, 2° 55′ 35″ est    |       |
| Château de Panessière                                             | Gennetines                                  | Allier                  | Auvergne-Rhône-Alpes       | inscrit    | « PA00093110 », notice no PA00093110 | 46° 38′ 06″ nord, 3° 27′ 18″ est    |       |
| Château de Nassigny                                               | Nassigny                                    | Allier                  | Auvergne-Rhône-Alpes       | inscrit    | « PA00093237 », notice no PA00093237 | 46° 29′ 53″ nord, 2° 36′ 21″ est    |       |
| Château d'Esparron-de-Verdon                                      | Esparron-de-Verdon                          | Alpes-de-Haute-Provence | Provence-Alpes-Côte d'Azur | classé     | « PA00080389 », notice no PA00080389 | 43° 44′ 20″ nord, 5° 58′ 31″ est    |       |
| Église Saint-Jean                                                 | Forcalquier                                 | Alpes-de-Haute-Provence | Provence-Alpes-Côte d'Azur | classé     | « PA00080393 », notice no PA00080393 | 43° 57′ 15″ nord, 5° 47′ 05″ est    |       |
| Chapelle Saint-Jean                                               | Saint-Michel-l'Observatoire                 | Alpes-de-Haute-Provence | Provence-Alpes-Côte d'Azur | inscrit    | « PA00080470 », notice no PA00080470 | 43° 55′ 31″ nord, 5° 43′ 14″ est    |       |
| Chapelle Sainte-Catherine                                         | Breil-sur-Roya                              | Alpes-Maritimes         | Provence-Alpes-Côte d'Azur | classé     | « PA00080673 », notice no PA00080673 | 43° 56′ 14″ nord, 7° 30′ 51″ est    |       |
| Chapelle Saint-Claude                                             | Cipières                                    | Alpes-Maritimes         | Provence-Alpes-Côte d'Azur | inscrit    | « PA00080704 », notice no PA00080704 | 43° 46′ 50″ nord, 6° 57′ 30″ est    |       |
| Forge de Contes                                                   | Contes                                      | Alpes-Maritimes         | Provence-Alpes-Côte d'Azur | classé     | « PA00080714 », notice no PA00080714 | 43° 48′ 48″ nord, 7° 18′ 36″ est    |       |
| Hôtel de Pontèves                                                 | Grasse                                      | Alpes-Maritimes         | Provence-Alpes-Côte d'Azur | inscrit    | « PA00080735 », notice no PA00080735 | 43° 39′ 30″ nord, 6° 55′ 19″ est    |       |
| Hôtel Riviera-Palace                                              | Menton                                      | Alpes-Maritimes         | Provence-Alpes-Côte d'Azur | inscrit    | « PA00080764 », notice no PA00080764 | 43° 46′ 39″ nord, 7° 29′ 24″ est    |       |
| Chapelle des Pénitents blancs                                     | Utelle                                      | Alpes-Maritimes         | Provence-Alpes-Côte d'Azur | classé     | « PA00080899 », notice no PA00080899 | 43° 55′ 00″ nord, 7° 14′ 50″ est    |       |
| Ermitage Saint-Eugène                                             | Chassagnes                                  | Ardèche                 | Auvergne-Rhône-Alpes       | inscrit    | « PA00116685 », notice no PA00116685 | 44° 24′ 15″ nord, 4° 10′ 35″ est    |       |
| Bassin des Ladres                                                 | Ax-les-Thermes                              | Ariège                  | Occitanie                  | inscrit    | « PA00093770 », notice no PA00093770 | 42° 43′ 11″ nord, 1° 50′ 23″ est    |       |
| Chapelle Saint-Pierre d'Ercé                                      | Ercé                                        | Ariège                  | Occitanie                  | inscrit    | « PA00093788 », notice no PA00093788 | 42° 51′ 12″ nord, 1° 16′ 52″ est    |       |
| Croix de carrefour de Montferrier                                 | Montferrier                                 | Ariège                  | Occitanie                  | classé     | « PA00093887 », notice no PA00093887 | 42° 53′ 20″ nord, 1° 47′ 34″ est    |       |
| Croix de Sorgeat                                                  | Sorgeat                                     | Ariège                  | Occitanie                  | classé     | « PA00093922 », notice no PA00093922 | 42° 40′ 23″ nord, 1° 51′ 05″ est    |       |
| Église Notre-Dame-de-l'Assomption de Vernajoul                    | Vernajoul                                   | Ariège                  | Occitanie                  | inscrit    | « PA00093937 », notice no PA00093937 | 42° 59′ 07″ nord, 1° 36′ 20″ est    |       |
| Immeuble                                                          | Bar-sur-Aube                                | Aube                    | Grand Est                  | classé     | « PA00078036 », notice no PA00078036 | 48° 14′ 02″ nord, 4° 42′ 25″ est    |       |
| Chapelle Saint-Bernard                                            | Essoyes                                     | Aube                    | Grand Est                  | classé     | « PA00078108 », notice no PA00078108 | 48° 02′ 59″ nord, 4° 30′ 30″ est    |       |
| Château de Ricey-Bas                                              | Les Riceys                                  | Aube                    | Grand Est                  | classé     | « PA00078197 », notice no PA00078197 | 48° 00′ 18″ nord, 4° 22′ 13″ est    |       |
| Château                                                           | Saint-Parres-aux-Tertres                    | Aube                    | Grand Est                  | inscrit    | « PA00078228 », notice no PA00078228 | 48° 18′ 22″ nord, 4° 06′ 49″ est    |       |
| Église Saint-Martin                                               | Alpuech                                     | Aveyron                 | Occitanie                  | inscrit    | « PA00093956 », notice no PA00093956 | 44° 45′ 46″ nord, 2° 50′ 52″ est    |       |
| Ancienne église Saint-Jean-Baptiste                               | Espalion                                    | Aveyron                 | Occitanie                  | inscrit    | « PA00094017 », notice no PA00094017 | 44° 31′ 16″ nord, 2° 45′ 45″ est    |       |
| Église Saint-Blaise                                               | Estaing                                     | Aveyron                 | Occitanie                  | inscrit    | « PA00094023 », notice no PA00094023 | 44° 32′ 59″ nord, 2° 41′ 58″ est    |       |
| Maison du Sénéchal                                                | Najac                                       | Aveyron                 | Occitanie                  | inscrit    | « PA00094084 », notice no PA00094084 | 44° 13′ 07″ nord, 1° 58′ 30″ est    |       |
| Château de Mas Rougier                                            | Saint-Affrique                              | Aveyron                 | Occitanie                  | inscrit    | « PA00094135 », notice no PA00094135 | 44° 00′ 02″ nord, 2° 56′ 41″ est    |       |
| Tour de Bonnefon                                                  | Saint-Chély-d'Aubrac                        | Aveyron                 | Occitanie                  | inscrit    | « PA00094141 », notice no PA00094141 | 44° 34′ 10″ nord, 2° 56′ 28″ est    |       |
| Hospice                                                           | Saint-Geniez-d'Olt                          | Aveyron                 | Occitanie                  | classé     | « PA00094156 », notice no PA00094156 | 44° 27′ 54″ nord, 2° 58′ 19″ est    |       |
| Hôtel du Ravieux                                                  | Saint-Geniez-d'Olt                          | Aveyron                 | Occitanie                  | classé     | « PA00094157 », notice no PA00094157 | 44° 27′ 57″ nord, 2° 58′ 17″ est    |       |
| Église Saint-Étienne                                              | Ségur                                       | Aveyron                 | Occitanie                  | classé     | « PA00094184 », notice no PA00094184 | 44° 17′ 17″ nord, 2° 52′ 21″ est    |       |
| Croix                                                             | Ségur                                       | Aveyron                 | Occitanie                  | classé     | « PA00094182 », notice no PA00094182 | 44° 17′ 16″ nord, 2° 52′ 22″ est    |       |
| Église Saint-Agnan                                                | Ségur                                       | Aveyron                 | Occitanie                  | classé     | « PA00094183 », notice no PA00094183 | 44° 18′ 32″ nord, 2° 50′ 15″ est    |       |
| Château de Sénergues                                              | Sénergues                                   | Aveyron                 | Occitanie                  | inscrit    | « PA00094185 », notice no PA00094185 | 44° 36′ 20″ nord, 2° 29′ 09″ est    |       |
| Château de Montjustin (ou de la Gourdonne)                        | Aix-en-Provence                             | Bouches-du-Rhône        | Provence-Alpes-Côte d'Azur | inscrit    | « PA00080991 », notice no PA00080991 | 43° 34′ 35″ nord, 5° 24′ 07″ est    |       |
| Palais de justice                                                 | Aix-en-Provence                             | Bouches-du-Rhône        | Provence-Alpes-Côte d'Azur | inscrit    | « PA00081099 », notice no PA00081099 | 43° 31′ 43″ nord, 5° 27′ 01″ est    |       |
| Prieuré des Hospitaliers-de-Saint-Jean-de-Malte, musée Granet     | Aix-en-Provence                             | Bouches-du-Rhône        | Provence-Alpes-Côte d'Azur | inscrit    | « PA00081105 », notice no PA00081105 | 43° 31′ 32″ nord, 5° 27′ 09″ est    |       |
| Porte d'Eyguières                                                 | Les Baux-de-Provence                        | Bouches-du-Rhône        | Provence-Alpes-Côte d'Azur | inscrit    | « PA00081221 », notice no PA00081221 | 43° 44′ 39″ nord, 4° 47′ 41″ est    |       |
| Château d'Aiguebelle                                              | Lambesc                                     | Bouches-du-Rhône        | Provence-Alpes-Côte d'Azur | classé     | « PA00081299 », notice no PA00081299 | 43° 39′ 30″ nord, 5° 16′ 54″ est    |       |
| Hôtel de préfecture des Bouches-du-Rhône                          | Marseille                                   | Bouches-du-Rhône        | Provence-Alpes-Côte d'Azur | inscrit    | « PA00081353 », notice no PA00081353 | 43° 17′ 25″ nord, 5° 22′ 48″ est    |       |
| Ferme Saint-Bernard (actuel hôtel de ville                        | Ifs                                         | Calvados                | Normandie                  | inscrit    | « PA00111456 », notice no PA00111456 | 49° 08′ 14″ nord, 0° 20′ 58″ ouest  |       |
| Hôtel du haut doyenné                                             | Lisieux                                     | Calvados                | Normandie                  | classé     | « PA00111471 », notice no PA00111471 | 49° 08′ 49″ nord, 0° 13′ 42″ est    |       |
| Motte féodale du château de Malmain                               | Saint-Benoît-d'Hébertot                     | Calvados                | Normandie                  | classé     | « PA00111659 », notice no PA00111659 | 49° 19′ 18″ nord, 0° 15′ 27″ est    |       |
| Moulin du Pont-de-Mamou                                           | Arpajon-sur-Cère                            | Cantal                  | Auvergne-Rhône-Alpes       | inscrit    | « PA00093446 », notice no PA00093446 | 44° 54′ 18″ nord, 2° 27′ 15″ est    |       |
| Hôtel de ville                                                    | Laroquebrou                                 | Cantal                  | Auvergne-Rhône-Alpes       | inscrit    | « PA00093529 », notice no PA00093529 | 44° 58′ 05″ nord, 2° 11′ 21″ est    |       |
| Église Saint-Blaise                                               | Leyvaux                                     | Cantal                  | Auvergne-Rhône-Alpes       | classé     | « PA00093534 », notice no PA00093534 | 45° 18′ 48″ nord, 3° 04′ 14″ est    |       |
| Logis de Saint-Rémy                                               | Cherves-Richemont                           | Charente                | Nouvelle-Aquitaine         | inscrit    | « PA00104301 », notice no PA00104301 | 45° 42′ 52″ nord, 0° 22′ 36″ ouest  |       |
| Chapelle du cimetière de Courcôme                                 | Courcôme                                    | Charente                | Nouvelle-Aquitaine         | inscrit    | « PA00104343 », notice no PA00104343 | 45° 59′ 06″ nord, 0° 07′ 51″ est    |       |
| Roc-de-Sers                                                       | Sers                                        | Charente                | Nouvelle-Aquitaine         | classé     | « PA00104515 », notice no PA00104515 | 45° 34′ 30″ nord, 0° 19′ 46″ est    |       |
| Pont Napoléon                                                     | Le Château-d'Oléron                         | Charente-Maritime       | Nouvelle-Aquitaine         | classé     | « PA00104647 », notice no PA00104647 | 45° 54′ 18″ nord, 1° 13′ 10″ ouest  |       |
| Château de Jonzac                                                 | Jonzac                                      | Charente-Maritime       | Nouvelle-Aquitaine         | inscrit    | « PA00104777 », notice no PA00104777 | 45° 26′ 44″ nord, 0° 25′ 52″ ouest  |       |
| Château de la Forêt                                               | Thaumiers                                   | Cher                    | Centre-Val de Loire        | inscrit    | « PA00096912 », notice no PA00096912 | 46° 49′ 24″ nord, 2° 38′ 26″ est    |       |
| Maison Leygonie                                                   | Brive-la-Gaillarde                          | Corrèze                 | Nouvelle-Aquitaine         | inscrit    | « PA00099693 », notice no PA00099693 | 45° 09′ 33″ nord, 1° 32′ 03″ est    |       |
| Château de Laveix                                                 | Saint-Étienne-la-Geneste                    | Corrèze                 | Nouvelle-Aquitaine         | inscrit    | « PA00099852 », notice no PA00099852 | 45° 27′ 07″ nord, 2° 20′ 31″ est    |       |
| Château du Saillant                                               | Voutezac                                    | Corrèze                 | Nouvelle-Aquitaine         | inscrit    | « PA00099960 », notice no PA00099960 | 45° 16′ 39″ nord, 1° 27′ 26″ est    |       |
| Église Saint-Georges de Quenza                                    | Quenza                                      | Corse-du-Sud            | Corse                      | classé     | « PA00099105 », notice no PA00099105 | 41° 45′ 56″ nord, 9° 08′ 17″ est    |       |
| Église Saint-Symphorien                                           | Auxey-Duresses                              | Côte-d'Or               | Bourgogne-Franche-Comté    | inscrit    | « PA00112080 », notice no PA00112080 | 46° 59′ 19″ nord, 4° 44′ 15″ est    |       |
| Abbaye Saint-Bénigne                                              | Dijon                                       | Côte-d'Or               | Bourgogne-Franche-Comté    | inscrit    | « PA00112249 », notice no PA00112249 | 47° 19′ 19″ nord, 5° 02′ 06″ est    |       |
| Hôtel de Laloge                                                   | Dijon                                       | Côte-d'Or               | Bourgogne-Franche-Comté    | classé     | « PA00112306 », notice no PA00112306 | 47° 19′ 18″ nord, 5° 02′ 45″ est    |       |
| Hôtel Petit de Ruffey                                             | Dijon                                       | Côte-d'Or               | Bourgogne-Franche-Comté    | inscrit    | « PA00112319 », notice no PA00112319 | 47° 19′ 08″ nord, 5° 02′ 14″ est    |       |
| Château de Villars                                                | Dompierre-en-Morvan                         | Côte-d'Or               | Bourgogne-Franche-Comté    | inscrit    | « PA00112439 », notice no PA00112439 | 47° 23′ 38″ nord, 4° 14′ 45″ est    |       |
| Camp A de l'armée de César                                        | Flavigny-sur-Ozerain                        | Côte-d'Or               | Bourgogne-Franche-Comté    | classé     | « PA00112453 », notice no PA00112453 | 47° 31′ 09″ nord, 4° 30′ 13″ est    |       |
| Castellum 18 de armée de César                                    | Grésigny-Sainte-Reine                       | Côte-d'Or               | Bourgogne-Franche-Comté    | classé     | « PA00112484 », notice no PA00112484 | 47° 33′ 02″ nord, 4° 30′ 45″ est    |       |
| Hôtel Le-Compasseur-de-Courtivron                                 | Is-sur-Tille                                | Côte-d'Or               | Bourgogne-Franche-Comté    | inscrit    | « PA00112492 », notice no PA00112492 | 47° 31′ 16″ nord, 5° 06′ 43″ est    |       |
| Église Saint-Martin                                               | Premeaux-Prissey                            | Côte-d'Or               | Bourgogne-Franche-Comté    | inscrit    | « PA00112599 », notice no PA00112599 | 47° 06′ 20″ nord, 4° 56′ 19″ est    |       |
| Chapelle seigneuriale Saint-Laurent                               | Saint-Gilles-Pligeaux                       | Côtes-d'Armor           | Bretagne                   | classé     | « PA00089621 », notice no PA00089621 | 48° 22′ 49″ nord, 3° 05′ 45″ ouest  |       |
| Cippe gallo-romain de Roches                                      | Roches                                      | Creuse                  | Nouvelle-Aquitaine         | classé     | « PA00100140 », notice no PA00100140 | 46° 17′ 20″ nord, 1° 58′ 02″ est    |       |
| Église Saint-Priest de Saint-Priest-la-Plaine                     | Saint-Priest-la-Plaine                      | Creuse                  | Nouvelle-Aquitaine         | inscrit    | « PA00100191 », notice no PA00100191 | 46° 11′ 28″ nord, 1° 37′ 33″ est    |       |
| Pierre à Pineau                                                   | Oiron                                       | Deux-Sèvres             | Nouvelle-Aquitaine         | inscrit    | « PA00101295 », notice no PA00101295 | 46° 54′ 08″ nord, 0° 05′ 57″ ouest  |       |
| Château des Charreaux                                             | Hautefort                                   | Dordogne                | Nouvelle-Aquitaine         | inscrit    | « PA00082576 », notice no PA00082576 | 45° 15′ 26″ nord, 1° 06′ 11″ est    |       |
| Église Saint-Martin                                               | Parcoul                                     | Dordogne                | Nouvelle-Aquitaine         | inscrit    | « PA00082716 », notice no PA00082716 | 45° 12′ 20″ nord, 0° 01′ 59″ est    |       |
| Château de la Forge                                               | Savignac-Lédrier                            | Dordogne                | Nouvelle-Aquitaine         | classé     | « PA00082991 », notice no PA00082991 | 45° 21′ 57″ nord, 1° 12′ 51″ est    |       |
| Maison Salviat                                                    | Villac                                      | Dordogne                | Nouvelle-Aquitaine         | inscrit    | « PA00083062 », notice no PA00083062 | 45° 11′ 13″ nord, 1° 15′ 16″ est    |       |
| Château de Fertans                                                | Fertans                                     | Doubs                   | Bourgogne-Franche-Comté    | inscrit    | « PA00101436 », notice no PA00101436 | 47° 03′ 04″ nord, 6° 03′ 48″ est    |       |
| Château d'Aubonne                                                 | Aubonne                                     | Doubs                   | Bourgogne-Franche-Comté    | inscrit    | « PA00101441 », notice no PA00101441 | 47° 02′ 06″ nord, 6° 19′ 42″ est    |       |
| Palais archiépiscopal                                             | Besançon                                    | Doubs                   | Bourgogne-Franche-Comté    | inscrit    | « PA00101455 », notice no PA00101455 | 47° 14′ 03″ nord, 6° 01′ 47″ est    |       |
| Palais de justice                                                 | Besançon                                    | Doubs                   | Bourgogne-Franche-Comté    | inscrit    | « PA00101606 », notice no PA00101606 | 47° 14′ 14″ nord, 6° 01′ 23″ est    |       |
| Hôtel Lavernette                                                  | Besançon                                    | Doubs                   | Bourgogne-Franche-Comté    | inscrit    | « PA00101498 », notice no PA00101498 | 47° 14′ 18″ nord, 6° 01′ 13″ est    |       |
| Hôtel de Montmartin                                               | Besançon                                    | Doubs                   | Bourgogne-Franche-Comté    | inscrit    | « PA00101503 », notice no PA00101503 | 47° 13′ 58″ nord, 6° 01′ 10″ est    |       |
| Couvent des Cordeliers                                            | Besançon                                    | Doubs                   | Bourgogne-Franche-Comté    | inscrit    | « PA00101522 », notice no PA00101522 | 47° 14′ 16″ nord, 6° 01′ 13″ est    |       |
| Château de Cordiron                                               | Burgille                                    | Doubs                   | Bourgogne-Franche-Comté    | inscrit    | « PA00101620 », notice no PA00101620 | 47° 15′ 58″ nord, 5° 47′ 58″ est    |       |
| Maison vigneronne                                                 | Cuse-et-Adrisans                            | Doubs                   | Bourgogne-Franche-Comté    | inscrit    | « PA00101636 », notice no PA00101636 | 47° 28′ 49″ nord, 6° 23′ 01″ est    |       |
| Maison Renaissance                                                | Échay                                       | Doubs                   | Bourgogne-Franche-Comté    | inscrit    | « PA00101639 », notice no PA00101639 | 47° 02′ 44″ nord, 5° 56′ 50″ est    |       |
| Ferme Jacquemot                                                   | Grand'Combe-Châteleu                        | Doubs                   | Bourgogne-Franche-Comté    | inscrit    | « PA00101651 », notice no PA00101651 | 47° 01′ 49″ nord, 6° 34′ 25″ est    |       |
| Fontaine-lavoir de Loray                                          | Loray                                       | Doubs                   | Bourgogne-Franche-Comté    | inscrit    | « PA00101663 », notice no PA00101663 | 47° 09′ 11″ nord, 6° 29′ 46″ est    |       |
| Tuilerie des Combes de Punay                                      | Malbrans                                    | Doubs                   | Bourgogne-Franche-Comté    | inscrit    | « PA00101667 », notice no PA00101667 | 47° 07′ 59″ nord, 6° 06′ 48″ est    |       |
| Église Saint-Sébastien de Mérey-sous-Montrond                     | Mérey-sous-Montrond                         | Doubs                   | Bourgogne-Franche-Comté    | inscrit    | « PA00101671 », notice no PA00101671 | 47° 09′ 05″ nord, 6° 04′ 09″ est    |       |
| Bailliage d'Ornans                                                | Ornans                                      | Doubs                   | Bourgogne-Franche-Comté    | inscrit    | « PA00101697 », notice no PA00101697 | 47° 06′ 22″ nord, 6° 08′ 50″ est    |       |
| Hôtel de Sagey d'Arros                                            | Ornans                                      | Doubs                   | Bourgogne-Franche-Comté    | inscrit    | « PA00101703 », notice no PA00101703 | 47° 06′ 25″ nord, 6° 08′ 45″ est    |       |
| Château de Recologne                                              | Recologne                                   | Doubs                   | Bourgogne-Franche-Comté    | inscrit    | « PA00101715 », notice no PA00101715 | 47° 16′ 30″ nord, 5° 49′ 48″ est    |       |
| Collégiale Notre-Dame de Saint-Hippolyte                          | Saint-Hippolyte                             | Doubs                   | Bourgogne-Franche-Comté    | inscrit    | « PA00101721 », notice no PA00101721 | 47° 19′ 06″ nord, 6° 48′ 42″ est    |       |
| Maison                                                            | Saint-Hippolyte                             | Doubs                   | Bourgogne-Franche-Comté    | inscrit    | « PA00101722 », notice no PA00101722 | 47° 19′ 03″ nord, 6° 48′ 42″ est    |       |
| Fontaine de Sainte-Marie                                          | Sainte-Marie                                | Doubs                   | Bourgogne-Franche-Comté    | inscrit    | « PA00101723 », notice no PA00101723 | 47° 30′ 26″ nord, 6° 41′ 42″ est    |       |
| Église Saint-Martin de Venise                                     | Venise                                      | Doubs                   | Bourgogne-Franche-Comté    | inscrit    | « PA00101733 », notice no PA00101733 | 47° 20′ 57″ nord, 6° 06′ 33″ est    |       |
| Chapelle Saint-Joseph-aux-Bassots de Villers-le-Lac               | Villers-le-Lac                              | Doubs                   | Bourgogne-Franche-Comté    | inscrit    | « PA00101735 », notice no PA00101735 | 47° 03′ 36″ nord, 6° 41′ 12″ est    |       |
| Château                                                           | Montchenu                                   | Drôme                   | Auvergne-Rhône-Alpes       | inscrit    | « PA00116985 », notice no PA00116985 | 45° 12′ 01″ nord, 5° 02′ 08″ est    |       |
| Hôtel de ville                                                    | Moras-en-Valloire                           | Drôme                   | Auvergne-Rhône-Alpes       | inscrit    | « PA00117000 », notice no PA00117000 | 45° 17′ 25″ nord, 4° 59′ 36″ est    |       |
| Château de Vauboyen                                               | Bièvres                                     | Essonne                 | Île-de-France              | classé     | « PA00087814 », notice no PA00087814 | 48° 45′ 41″ nord, 2° 11′ 39″ est    |       |
| Grotte de Bouray-sur-Juine                                        | Bouray-sur-Juine                            | Essonne                 | Île-de-France              | inscrit    | « PA00087825 », notice no PA00087825 | 48° 30′ 00″ nord, 2° 17′ 21″ est    |       |
| Pont sur la Juine                                                 | Méréville                                   | Essonne                 | Île-de-France              | classé     | « PA00087955 », notice no PA00087955 | 48° 19′ 02″ nord, 2° 05′ 37″ est    |       |
| Château de Morsang                                                | Morsang-sur-Orge                            | Essonne                 | Île-de-France              | inscrit    | « PA00087980 », notice no PA00087980 | 48° 39′ 53″ nord, 2° 21′ 07″ est    |       |
| Temple de la Gloire                                               | Orsay                                       | Essonne                 | Île-de-France              | classé     | « PA00087984 », notice no PA00087984 | 48° 42′ 01″ nord, 2° 12′ 03″ est    |       |
| Léproserie de la Madeleine                                        | Saint-Yon                                   | Essonne                 | Île-de-France              | inscrit    | « PA00088015 », notice no PA00088015 | 48° 33′ 50″ nord, 2° 11′ 35″ est    |       |
| Moulin de Pierre de Hauville                                      | Hauville                                    | Eure                    | Normandie                  | inscrit    | « PA00099445 », notice no PA00099445 | 49° 23′ 38″ nord, 0° 47′ 11″ est    |       |
| Couvent des Cordeliers                                            | Chartres                                    | Eure-et-Loir            | Centre-Val de Loire        | inscrit    | « PA00096995 », notice no PA00096995 | 48° 26′ 35″ nord, 1° 29′ 26″ est    |       |
| Dolmen de la Pierre Godon                                         | Tillay-le-Péneux                            | Eure-et-Loir            | Centre-Val de Loire        | classé     | « PA00097226 », notice no PA00097226 | 48° 10′ 21″ nord, 1° 46′ 57″ est    |       |
| Moulin à vent de Kérouan                                          | Beuzec-Cap-Sizun                            | Finistère               | Bretagne                   | inscrit    | « PA00089837 », notice no PA00089837 | 48° 04′ 50″ nord, 4° 30′ 15″ ouest  |       |
| Manoir de Kéroch'iou                                              | Morlaix                                     | Finistère               | Bretagne                   | classé     | « PA00090136 », notice no PA00090136 | 48° 36′ 07″ nord, 3° 50′ 39″ ouest  |       |
| Menhir de Kervignen-Bras                                          | Plouguin                                    | Finistère               | Bretagne                   | classé     | « PA00090250 », notice no PA00090250 | 48° 30′ 44″ nord, 4° 37′ 41″ ouest  |       |
| Nécropole mégalithique de la Pointe du Souc'h                     | Plouhinec                                   | Finistère               | Bretagne                   | classé     | « PA00090253 », notice no PA00090253 | 47° 59′ 11″ nord, 4° 28′ 14″ ouest  |       |
| Manoir de Créac'hingar                                            | Tréflaouénan                                | Finistère               | Bretagne                   | inscrit    | « PA00090461 », notice no PA00090461 | 48° 37′ 46″ nord, 4° 06′ 13″ ouest  |       |
| Grand temple d'Anduze                                             | Anduze                                      | Gard                    | Occitanie                  | classé     | « PA00102954 », notice no PA00102954 | 44° 03′ 13″ nord, 3° 59′ 12″ est    |       |
| Aqueduc de Remoulins                                              | Remoulins                                   | Gard                    | Occitanie                  | classé     | « PA00103176 », notice no PA00103176 | 43° 56′ 31″ nord, 4° 32′ 35″ est    |       |
| Maison-forte de Saint-André-de-Valborgne                          | Saint-André-de-Valborgne                    | Gard                    | Occitanie                  | inscrit    | « PA00103194 », notice no PA00103194 | 44° 09′ 21″ nord, 3° 41′ 01″ est    |       |
| Oppidum de Castelvielh                                            | Sainte-Anastasie                            | Gard                    | Occitanie                  | inscrit    | « PA00103192 », notice no PA00103192 | 43° 55′ 23″ nord, 4° 19′ 33″ est    |       |
| Remparts                                                          | Uzès                                        | Gard                    | Occitanie                  | classé     | « PA00103286 », notice no PA00103286 | 44° 00′ 45″ nord, 4° 25′ 12″ est    |       |
| Village préhistorique de Fontbouisse                              | Villevieille                                | Gard                    | Occitanie                  | classé     | « PA00103325 », notice no PA00103325 | 43° 48′ 22″ nord, 4° 06′ 04″ est    |       |
| Église Saint-Jacques de Fromentas                                 | Aignan                                      | Gers                    | Occitanie                  | classé     | « PA00094697 », notice no PA00094697 | 43° 40′ 19″ nord, 0° 06′ 20″ est    |       |
| Carmel d'Auch                                                     | Auch                                        | Gers                    | Occitanie                  | inscrit    | « PA00094701 », notice no PA00094701 | 43° 38′ 47″ nord, 0° 34′ 56″ est    |       |
| Église Saint-Jacques de Bézéril                                   | Bézéril                                     | Gers                    | Occitanie                  | inscrit    | « PA00094743 », notice no PA00094743 | 43° 32′ 41″ nord, 0° 52′ 44″ est    |       |
| Église Saint-Pierre de Tabaux                                     | Caillavet                                   | Gers                    | Occitanie                  | inscrit    | « PA00094754 », notice no PA00094754 | 43° 42′ 54″ nord, 0° 20′ 51″ est    |       |
| Église d'Auban                                                    | Castelnavet                                 | Gers                    | Occitanie                  | classé     | « PA00094758 », notice no PA00094758 | 43° 40′ 01″ nord, 0° 07′ 18″ est    |       |
| Château de Courrensan                                             | Courrensan                                  | Gers                    | Occitanie                  | inscrit    | « PA00094789 », notice no PA00094789 | 43° 51′ 00″ nord, 0° 14′ 31″ est    |       |
| Château d'Espas                                                   | Espas                                       | Gers                    | Occitanie                  | classé     | « PA00094795 », notice no PA00094795 | 43° 46′ 53″ nord, 0° 04′ 20″ est    |       |
| Église Saint-Michel de Galiax                                     | Galiax                                      | Gers                    | Occitanie                  | inscrit    | « PA00094802 », notice no PA00094802 | 43° 36′ 56″ nord, 0° 00′ 50″ est    |       |
| Collégiale Saint-Martin de L'Isle-Jourdain                        | L'Isle-Jourdain                             | Gers                    | Occitanie                  | classé     | « PA00094810 », notice no PA00094810 | 43° 36′ 45″ nord, 1° 04′ 51″ est    |       |
| Chapelle Saint-Michel de Tremblade                                | Jegun                                       | Gers                    | Occitanie                  | inscrit    | « PA00094813 », notice no PA00094813 | 43° 45′ 32″ nord, 0° 26′ 20″ est    |       |
| Église de Lannemaignan                                            | Lannemaignan                                | Gers                    | Occitanie                  | inscrit    | « PA00094825 », notice no PA00094825 | 43° 54′ 01″ nord, 0° 11′ 58″ ouest  |       |
| Église de Mazères-Campeils                                        | Lartigue                                    | Gers                    | Occitanie                  | inscrit    | « PA00094832 », notice no PA00094832 | 43° 33′ 05″ nord, 0° 42′ 27″ est    |       |
| Église de Paillan                                                 | Lussan                                      | Gers                    | Occitanie                  | inscrit    | « PA00094849 », notice no PA00094849 | 43° 37′ 04″ nord, 0° 46′ 00″ est    |       |
| Maison                                                            | Masseube                                    | Gers                    | Occitanie                  | inscrit    | « PA00094859 », notice no PA00094859 | 43° 25′ 46″ nord, 0° 34′ 48″ est    |       |
| Château de Latour                                                 | Miramont-Latour                             | Gers                    | Occitanie                  | inscrit    | « PA00094863 », notice no PA00094863 | 43° 47′ 06″ nord, 0° 40′ 46″ est    |       |
| Église Saint-Pierre de Genens                                     | Montréal                                    | Gers                    | Occitanie                  | classé     | « PA00094876 », notice no PA00094876 | 43° 56′ 11″ nord, 0° 12′ 17″ est    |       |
| Tuco de Panassac                                                  | Panassac                                    | Gers                    | Occitanie                  | inscrit    | « PA00094886 », notice no PA00094886 | 43° 23′ 20″ nord, 0° 33′ 50″ est    |       |
| Église Saint-Gilles de Peyrusse-Massas                            | Peyrusse-Massas                             | Gers                    | Occitanie                  | inscrit    | « PA00094892 », notice no PA00094892 | 43° 44′ 17″ nord, 0° 33′ 11″ est    |       |
| Église Saint-Loup de Roquelaure                                   | Roquelaure                                  | Gers                    | Occitanie                  | inscrit    | « PA00094905 », notice no PA00094905 | 43° 43′ 11″ nord, 0° 34′ 44″ est    |       |
| Château de Sabazan                                                | Sabazan                                     | Gers                    | Occitanie                  | inscrit    | « PA00094906 », notice no PA00094906 | 43° 42′ 19″ nord, 0° 02′ 27″ est    |       |
| Château de Saint-Martin-d'Armagnac                                | Saint-Martin-d'Armagnac                     | Gers                    | Occitanie                  | inscrit    | « PA00094918 », notice no PA00094918 | 43° 42′ 27″ nord, 0° 04′ 03″ ouest  |       |
| Palais de justice                                                 | Bordeaux                                    | Gironde                 | Nouvelle-Aquitaine         | inscrit    | « PA00083471 », notice no PA00083471 | 44° 50′ 07″ nord, 0° 34′ 46″ ouest  |       |
| Tour du Père-Labat                                                | Baillif                                     | Guadeloupe              | Guadeloupe                 | inscrit    | « PA00105848 », notice no PA00105848 | 16° 00′ 47″ nord, 61° 44′ 48″ ouest |       |
| Lycée Gerville-Réache                                             | Basse-Terre                                 | Guadeloupe              | Guadeloupe                 | inscrit    | « PA00105851 », notice no PA00105851 | 15° 59′ 28″ nord, 61° 43′ 34″ ouest |       |
| Pont sur le Galion                                                | Basse-Terre                                 | Guadeloupe              | Guadeloupe                 | inscrit    | « PA00105854 », notice no PA00105854 | 15° 59′ 22″ nord, 61° 43′ 13″ ouest |       |
| Moulin Bézard                                                     | Capesterre-de-Marie-Galante                 | Guadeloupe              | Guadeloupe                 | inscrit    | « PA00105857 », notice no PA00105857 | 15° 56′ 05″ nord, 61° 14′ 15″ ouest |       |
| Fort Fleur d'épée                                                 | Le Gosier                                   | Guadeloupe              | Guadeloupe                 | inscrit    | « PA00105858 », notice no PA00105858 | 16° 13′ 00″ nord, 61° 30′ 47″ ouest |       |
| Église de l'Immaculée-Conception                                  | Grand-Bourg                                 | Guadeloupe              | Guadeloupe                 | inscrit    | « PA00105859 », notice no PA00105859 | 15° 53′ 01″ nord, 61° 18′ 54″ ouest |       |
| Lycée Carnot                                                      | Pointe-à-Pitre                              | Guadeloupe              | Guadeloupe                 | inscrit    | « PA00105867 », notice no PA00105867 | 16° 14′ 19″ nord, 61° 32′ 15″ ouest |       |
| École maternelle Bébian, ancienne bibliothèque Mortenol           | Pointe-à-Pitre                              | Guadeloupe              | Guadeloupe                 | inscrit    | « PA00105863 », notice no PA00105863 | 16° 14′ 19″ nord, 61° 32′ 01″ ouest |       |
| Musée Saint-John-Perse                                            | Pointe-à-Pitre                              | Guadeloupe              | Guadeloupe                 | classé     | « PA00105868 », notice no PA00105868 | 16° 14′ 11″ nord, 61° 32′ 09″ ouest |       |
| Musée Schœlcher                                                   | Pointe-à-Pitre                              | Guadeloupe              | Guadeloupe                 | inscrit    | « PA00105869 », notice no PA00105869 | 16° 14′ 15″ nord, 61° 32′ 16″ ouest |       |
| Résidence préfectorale                                            | Saint-Claude                                | Guadeloupe              | Guadeloupe                 | inscrit    | « PA00105872 », notice no PA00105872 | 16° 01′ 38″ nord, 61° 41′ 36″ ouest |       |
| Eglise Notre-Dame-de-l'Assomption                                 | Terre-de-Haut                               | Guadeloupe              | Guadeloupe                 | inscrit    | « PA00105873 », notice no PA00105873 | 15° 52′ 02″ nord, 61° 34′ 56″ ouest |       |
| Chapelle de l'île Royale                                          | Cayenne                                     | Guyane                  | Guyane                     | classé     | « PA00105899 », notice no PA00105899 | 5° 17′ 00″ nord, 52° 34′ 59″ ouest  |       |
| Conseil général de Cayenne                                        | Cayenne                                     | Guyane                  | Guyane                     | inscrit    | « PA00105893 », notice no PA00105893 | 4° 56′ 23″ nord, 52° 20′ 07″ ouest  |       |
| Subdivision de l'équipement                                       | Saint-Laurent-du-Maroni                     | Guyane                  | Guyane                     | inscrit    | « PA00105915 », notice no PA00105915 | 5° 29′ 58″ nord, 54° 01′ 52″ ouest  |       |
| Sous-préfecture de Saint-Laurent-du-Maroni                        | Saint-Laurent-du-Maroni                     | Guyane                  | Guyane                     | inscrit    | « PA00105914 », notice no PA00105914 | 5° 30′ 00″ nord, 54° 01′ 53″ ouest  |       |
| Stèle géodésique                                                  | Oberhergheim                                | Haut-Rhin               | Grand Est                  | classé     | « PA00085569 », notice no PA00085569 | 47° 57′ 42″ nord, 7° 24′ 04″ est    |       |
| Stèle géodésique                                                  | Sausheim                                    | Haut-Rhin               | Grand Est                  | classé     | « PA00085672 », notice no PA00085672 | 47° 47′ 27″ nord, 7° 23′ 15″ est    |       |
| Palais de justice                                                 | Bastia                                      | Haute-Corse             | Corse                      | inscrit    | « PA00099163 », notice no PA00099163 | 42° 41′ 43″ nord, 9° 26′ 46″ est    |       |
| Couvent de Caccia                                                 | Castifao                                    | Haute-Corse             | Corse                      | classé     | « PA00099185 », notice no PA00099185 | 42° 29′ 48″ nord, 9° 06′ 58″ est    |       |
| Église Saint-André                                                | Oletta                                      | Haute-Corse             | Corse                      | classé     | « PA00099223 », notice no PA00099223 | 42° 38′ 00″ nord, 9° 21′ 18″ est    |       |
| Chapelle San Quilico                                              | Poggio-d'Oletta                             | Haute-Corse             | Corse                      | classé     | « PA00099233 », notice no PA00099233 | 42° 39′ 53″ nord, 9° 21′ 20″ est    |       |
| Fontaine d'Aspet                                                  | Aspet                                       | Haute-Garonne           | Occitanie                  | inscrit    | « PA00094262 », notice no PA00094262 | 43° 00′ 51″ nord, 0° 48′ 11″ est    |       |
| Château d'Aurignac                                                | Aurignac                                    | Haute-Garonne           | Occitanie                  | inscrit    | « PA00094266 », notice no PA00094266 | 43° 13′ 11″ nord, 0° 52′ 49″ est    |       |
| Pont de Carraou                                                   | Cassagne                                    | Haute-Garonne           | Occitanie                  | inscrit    | « PA00094305 », notice no PA00094305 | 43° 07′ 35″ nord, 0° 59′ 27″ est    |       |
| Calvaire                                                          | Castelnau-d'Estrétefonds                    | Haute-Garonne           | Occitanie                  | classé     | « PA00094306 », notice no PA00094306 | 43° 47′ 12″ nord, 1° 21′ 30″ est    |       |
| Église Saint-Jean-Baptiste de Larmont                             | Le Castéra                                  | Haute-Garonne           | Occitanie                  | inscrit    | « PA00094308 », notice no PA00094308 | 43° 39′ 44″ nord, 1° 10′ 07″ est    |       |
| Maison                                                            | Cirès                                       | Haute-Garonne           | Occitanie                  | inscrit    | « PA00094319 », notice no PA00094319 | 42° 51′ 10″ nord, 0° 31′ 03″ est    |       |
| Château de la Cassagnère                                          | Cugnaux                                     | Haute-Garonne           | Occitanie                  | classé     | « PA00094322 », notice no PA00094322 | 43° 33′ 17″ nord, 1° 20′ 30″ est    |       |
| Église Saint-Martin de Fontenilles                                | Fontenilles                                 | Haute-Garonne           | Occitanie                  | inscrit    | « PA00094331 », notice no PA00094331 | 43° 33′ 10″ nord, 1° 11′ 31″ est    |       |
| Château de Fourquevaux                                            | Fourquevaux                                 | Haute-Garonne           | Occitanie                  | classé     | « PA00094333 », notice no PA00094333 | 43° 30′ 24″ nord, 1° 36′ 55″ est    |       |
| Château des Demoiselles                                           | Frouzins                                    | Haute-Garonne           | Occitanie                  | inscrit    | « PA00094336 », notice no PA00094336 | 43° 31′ 51″ nord, 1° 18′ 47″ est    |       |
| Halle de Grenade                                                  | Grenade                                     | Haute-Garonne           | Occitanie                  | classé     | « PA00094351 », notice no PA00094351 | 43° 46′ 20″ nord, 1° 17′ 36″ est    |       |
| Château de Latoue                                                 | Latoue                                      | Haute-Garonne           | Occitanie                  | inscrit    | « PA00094364 », notice no PA00094364 | 43° 10′ 00″ nord, 0° 47′ 15″ est    |       |
| Église Saint-André                                                | Longages                                    | Haute-Garonne           | Occitanie                  | inscrit    | « PA00094374 », notice no PA00094374 | 43° 21′ 22″ nord, 1° 14′ 26″ est    |       |
| Église Notre-Dame                                                 | Maurens                                     | Haute-Garonne           | Occitanie                  | inscrit    | « PA00094378 », notice no PA00094378 | 43° 27′ 48″ nord, 1° 47′ 39″ est    |       |
| Château de Rudelle                                                | Muret                                       | Haute-Garonne           | Occitanie                  | inscrit    | « PA00094404 », notice no PA00094404 | 43° 27′ 06″ nord, 1° 18′ 38″ est    |       |
| Église Saint-Sernin de Pointis-Inard                              | Pointis-Inard                               | Haute-Garonne           | Occitanie                  | inscrit    | « PA00094424 », notice no PA00094424 | 43° 05′ 09″ nord, 0° 48′ 46″ est    |       |
| Château de la Creuse                                              | Portet-sur-Garonne                          | Haute-Garonne           | Occitanie                  | inscrit    | « PA00094427 », notice no PA00094427 | 43° 30′ 52″ nord, 1° 25′ 11″ est    |       |
| Église Saint-Sauveur de Saint-Sauveur                             | Saint-Sauveur                               | Haute-Garonne           | Occitanie                  | inscrit    | « PA00094476 », notice no PA00094476 | 43° 45′ 00″ nord, 1° 24′ 04″ est    |       |
| Église Saint-Barthélemy                                           | Savères                                     | Haute-Garonne           | Occitanie                  | inscrit    | « PA00094488 », notice no PA00094488 | 43° 22′ 13″ nord, 1° 06′ 18″ est    |       |
| Chapelle Saint-Roch-du-Férétra de Toulouse                        | Toulouse                                    | Haute-Garonne           | Occitanie                  | inscrit    | « PA00094502 », notice no PA00094502 | 43° 34′ 56″ nord, 1° 26′ 38″ est    |       |
| Ancienne école de Médecine de Toulouse (actuel Théâtre Sorano)    | Toulouse                                    | Haute-Garonne           | Occitanie                  | inscrit    | « PA00094515 », notice no PA00094515 | 43° 35′ 40″ nord, 1° 27′ 01″ est    |       |
| Hôtel de Gayssion                                                 | Toulouse                                    | Haute-Garonne           | Occitanie                  | inscrit    | « PA00094549 », notice no PA00094549 | 43° 36′ 06″ nord, 1° 26′ 25″ est    |       |
| Immeuble                                                          | Toulouse                                    | Haute-Garonne           | Occitanie                  | inscrit    | « PA00094592 », notice no PA00094592 | 43° 36′ 10″ nord, 1° 26′ 38″ est    |       |
| Église Saint-Julien de Trébons-de-Luchon                          | Trébons-de-Luchon                           | Haute-Garonne           | Occitanie                  | inscrit    | « PA00094647 », notice no PA00094647 | 42° 48′ 16″ nord, 0° 33′ 49″ est    |       |
| Villa gallo-romaine de Valentine                                  | Valentine                                   | Haute-Garonne           | Occitanie                  | classé     | « PA00094651 », notice no PA00094651 | 43° 05′ 48″ nord, 0° 41′ 21″ est    |       |
| Église Saint-Blaise de Verfeil                                    | Verfeil                                     | Haute-Garonne           | Occitanie                  | inscrit    | « PA00094655 », notice no PA00094655 | 43° 39′ 25″ nord, 1° 39′ 37″ est    |       |
| Église Notre-Dame-de-l'Assomption de Chanaleilles                 | Chanaleilles                                | Haute-Loire             | Auvergne-Rhône-Alpes       | classé     | « PA00092642 », notice no PA00092642 | 44° 51′ 42″ nord, 3° 29′ 16″ est    |       |
| Église Saint-Pierre de Grèzes                                     | Grèzes                                      | Haute-Loire             | Auvergne-Rhône-Alpes       | inscrit    | « PA00092675 », notice no PA00092675 | 44° 55′ 09″ nord, 3° 29′ 13″ est    |       |
| Château de la Bilherie                                            | Grèzes                                      | Haute-Loire             | Auvergne-Rhône-Alpes       | inscrit    | « PA00092677 », notice no PA00092677 | 44° 55′ 11″ nord, 3° 29′ 13″ est    |       |
| Château du Villard                                                | Saint-Germain-Laprade                       | Haute-Loire             | Auvergne-Rhône-Alpes       | inscrit    | « PA00092847 », notice no PA00092847 | 45° 00′ 14″ nord, 4° 01′ 54″ est    |       |
| Château de Mercœur                                                | Saint-Privat-d'Allier                       | Haute-Loire             | Auvergne-Rhône-Alpes       | inscrit    | « PA00092877 », notice no PA00092877 | 45° 00′ 34″ nord, 3° 39′ 49″ est    |       |
| Maison                                                            | Chaumont                                    | Haute-Marne             | Grand Est                  | inscrit    | « PA00079026 », notice no PA00079026 | 48° 06′ 46″ nord, 5° 08′ 15″ est    |       |
| Dolmen d'Aillevans                                                | Aillevans                                   | Haute-Saône             | Bourgogne-Franche-Comté    | classé     | « PA00102104 », notice no PA00102104 | 47° 35′ 04″ nord, 6° 24′ 25″ est    |       |
| Mairie-lavoir de Beaujeu                                          | Beaujeu-Saint-Vallier-Pierrejux-et-Quitteur | Haute-Saône             | Bourgogne-Franche-Comté    | inscrit    | « PA00102118 », notice no PA00102118 | 47° 30′ 17″ nord, 5° 40′ 42″ est    |       |
| Château de Bougey                                                 | Bougey                                      | Haute-Saône             | Bourgogne-Franche-Comté    | inscrit    | « PA00102121 », notice no PA00102121 | 47° 46′ 49″ nord, 5° 51′ 35″ est    |       |
| Dolmen de Brevilliers                                             | Brevilliers                                 | Haute-Saône             | Bourgogne-Franche-Comté    | classé     | « PA00102125 », notice no PA00102125 | 47° 34′ 40″ nord, 6° 48′ 02″ est    |       |
| Lavoir de Confracourt                                             | Confracourt                                 | Haute-Saône             | Bourgogne-Franche-Comté    | inscrit    | « PA00102147 », notice no PA00102147 | 47° 40′ 02″ nord, 5° 52′ 38″ est    |       |
| Calvaire                                                          | Confracourt                                 | Haute-Saône             | Bourgogne-Franche-Comté    | classé     | « PA00102145 », notice no PA00102145 | 47° 40′ 01″ nord, 5° 52′ 36″ est    |       |
| Calvaire                                                          | Confracourt                                 | Haute-Saône             | Bourgogne-Franche-Comté    | classé     | « PA00102146 », notice no PA00102146 | 47° 39′ 51″ nord, 5° 52′ 27″ est    |       |
| Grosse Pierre                                                     | Échenoz-le-Sec                              | Haute-Saône             | Bourgogne-Franche-Comté    | classé     | « PA00102149 », notice no PA00102149 | 47° 31′ 18″ nord, 6° 07′ 21″ est    |       |
| Fontaine et lavoirs d'Étuz                                        | Étuz                                        | Haute-Saône             | Bourgogne-Franche-Comté    | inscrit    | « PA00102152 », notice no PA00102152 | 47° 20′ 59″ nord, 5° 56′ 27″ est    |       |
| Église Saint-Georges de Faucogney-et-la-Mer                       | Faucogney-et-la-Mer                         | Haute-Saône             | Bourgogne-Franche-Comté    | inscrit    | « PA00102154 », notice no PA00102154 | 47° 50′ 37″ nord, 6° 33′ 54″ est    |       |
| Fontaine-lavoir de Fontenois-lès-Montbozon                        | Fontenois-lès-Montbozon                     | Haute-Saône             | Bourgogne-Franche-Comté    | inscrit    | « PA00102165 », notice no PA00102165 | 47° 29′ 05″ nord, 6° 14′ 07″ est    |       |
| Croix Saint-Pierre                                                | Granges-le-Bourg                            | Haute-Saône             | Bourgogne-Franche-Comté    | classé     | « PA00102175 », notice no PA00102175 | 47° 33′ 56″ nord, 6° 34′ 32″ est    |       |
| Fontaine-lavoir du Savourot                                       | Héricourt                                   | Haute-Saône             | Bourgogne-Franche-Comté    | inscrit    | « PA00102194 », notice no PA00102194 | 47° 34′ 30″ nord, 6° 45′ 20″ est    |       |
| Château des Bouly                                                 | Saint-Loup-sur-Semouse                      | Haute-Saône             | Bourgogne-Franche-Comté    | classé     | « PA00102268 », notice no PA00102268 | 47° 53′ 06″ nord, 6° 16′ 33″ est    |       |
| Calvaire Sainte-Anne                                              | Scey-sur-Saône-et-Saint-Albin               | Haute-Saône             | Bourgogne-Franche-Comté    | classé     | « PA00102272 », notice no PA00102272 | 47° 39′ 22″ nord, 5° 57′ 47″ est    |       |
| Halles de Vauvillers                                              | Vauvillers                                  | Haute-Saône             | Bourgogne-Franche-Comté    | inscrit    | « PA00102284 », notice no PA00102284 | 47° 55′ 21″ nord, 6° 05′ 49″ est    |       |
| Hôtel Baressols                                                   | Vesoul                                      | Haute-Saône             | Bourgogne-Franche-Comté    | inscrit    | « PA00102288 », notice no PA00102288 | 47° 37′ 25″ nord, 6° 09′ 24″ est    |       |
| Chapelle Saint-Igny de Villers-le-Sec                             | Villers-le-Sec                              | Haute-Saône             | Bourgogne-Franche-Comté    | inscrit    | « PA00102295 », notice no PA00102295 | 47° 35′ 02″ nord, 6° 15′ 20″ est    |       |
| Croix Saint-Nicolas                                               | Vouhenans                                   | Haute-Saône             | Bourgogne-Franche-Comté    | classé     | « PA00102298 », notice no PA00102298 | 47° 39′ 01″ nord, 6° 28′ 49″ est    |       |
| Vieille Église                                                    | La Balme-de-Thuy                            | Haute-Savoie            | Auvergne-Rhône-Alpes       | classé     | « PA00118362 », notice no PA00118362 | 45° 54′ 03″ nord, 6° 16′ 35″ est    |       |
| Église Saint-Michel de Chamonix-Mont-Blanc                        | Chamonix-Mont-Blanc                         | Haute-Savoie            | Auvergne-Rhône-Alpes       | classé     | « PA00118368 », notice no PA00118368 | 45° 55′ 26″ nord, 6° 52′ 05″ est    |       |
| Giez                                                              | Giez                                        | Haute-Savoie            | Auvergne-Rhône-Alpes       | inscrit    | « PA00118400 », notice no PA00118400 | 45° 45′ 05″ nord, 6° 14′ 46″ est    |       |
| Gisement gallo-romain des Couvents                                | La Chapelle-Montbrandeix                    | Haute-Vienne            | Nouvelle-Aquitaine         | classé     | « PA00100274 », notice no PA00100274 | 45° 38′ 38″ nord, 0° 52′ 20″ est    |       |
| Camp du Peu-Buy                                                   | Châteauponsac                               | Haute-Vienne            | Nouvelle-Aquitaine         | inscrit    | « PA00100278 », notice no PA00100278 | 46° 08′ 40″ nord, 1° 19′ 30″ est    |       |
| Château de Laugerie                                               | Feytiat                                     | Haute-Vienne            | Nouvelle-Aquitaine         | inscrit    | « PA00100310 », notice no PA00100310 | 45° 49′ 35″ nord, 1° 20′ 15″ est    |       |
| Chapelle des morts de Montrol-Sénard                              | Montrol-Sénard                              | Haute-Vienne            | Nouvelle-Aquitaine         | classé     | « PA00100391 », notice no PA00100391 | 46° 01′ 53″ nord, 0° 57′ 41″ est    |       |
| Croix de Montrol-Sénard                                           | Montrol-Sénard                              | Haute-Vienne            | Nouvelle-Aquitaine         | classé     | « PA00100393 », notice no PA00100393 | 46° 01′ 52″ nord, 0° 57′ 32″ est    |       |
| Croix hosannière de Montrol-Sénard                                | Montrol-Sénard                              | Haute-Vienne            | Nouvelle-Aquitaine         | classé     | « PA00100392 », notice no PA00100392 | 46° 01′ 55″ nord, 0° 57′ 40″ est    |       |
| Motte féodale de Mortemart                                        | Mortemart                                   | Haute-Vienne            | Nouvelle-Aquitaine         | classé     | « PA00100398 », notice no PA00100398 | 46° 02′ 30″ nord, 0° 57′ 15″ est    |       |
| Enceinte d'Oradour-sur-Glane                                      | Oradour-sur-Glane                           | Haute-Vienne            | Nouvelle-Aquitaine         | inscrit    | « PA00100408 », notice no PA00100408 | 45° 55′ 06″ nord, 1° 01′ 00″ est    |       |
| Église Saint-Sauveur de Rochechouart                              | Rochechouart                                | Haute-Vienne            | Nouvelle-Aquitaine         | inscrit    | « PA00100429 », notice no PA00100429 | 45° 49′ 24″ nord, 0° 49′ 14″ est    |       |
| Château d'Aigueperse                                              | Saint-Paul                                  | Haute-Vienne            | Nouvelle-Aquitaine         | inscrit    | « PA00100484 », notice no PA00100484 | 45° 46′ 42″ nord, 1° 24′ 37″ est    |       |
| Fortifications de Briançon                                        | Briançon                                    | Hautes-Alpes            | Provence-Alpes-Côte d'Azur | classé     | « PA00080535 », notice no PA00080535 |                                     |       |
| Église Saint-Sébastien de Ceillac                                 | Ceillac                                     | Hautes-Alpes            | Provence-Alpes-Côte d'Azur | classé     | « PA00080543 », notice no PA00080543 | 44° 40′ 07″ nord, 6° 46′ 40″ est    |       |
| Église Saint-Martin d'Arcizans-Avant                              | Arcizans-Avant                              | Hautes-Pyrénées         | Occitanie                  | inscrit    | « PA00095313 », notice no PA00095313 | 42° 59′ 18″ nord, 0° 06′ 19″ ouest  |       |
| Église Saint-Martin d'Arras-en-Lavedan                            | Arras-en-Lavedan                            | Hautes-Pyrénées         | Occitanie                  | inscrit    | « PA00095317 », notice no PA00095317 | 42° 59′ 27″ nord, 0° 07′ 38″ ouest  |       |
| Église Saint-Fructueux d'Azereix                                  | Azereix                                     | Hautes-Pyrénées         | Occitanie                  | inscrit    | « PA00095333 », notice no PA00095333 | 43° 12′ 35″ nord, 0° 00′ 39″ ouest  |       |
| Lavoir d'Azereix                                                  | Azereix                                     | Hautes-Pyrénées         | Occitanie                  | inscrit    | « PA00095334 », notice no PA00095334 | 43° 12′ 34″ nord, 0° 00′ 40″ ouest  |       |
| Église Saint-Nicolas d'Esquièze                                   | Esquièze-Sère                               | Hautes-Pyrénées         | Occitanie                  | inscrit    | « PA00095370 », notice no PA00095370 | 42° 52′ 39″ nord, 0° 00′ 13″ ouest  |       |
| Église Saint-Martin de Grailhen                                   | Grailhen                                    | Hautes-Pyrénées         | Occitanie                  | inscrit    | « PA00095376 », notice no PA00095376 | 42° 50′ 49″ nord, 0° 21′ 39″ est    |       |
| Église Saint-Pierre de Julos                                      | Julos                                       | Hautes-Pyrénées         | Occitanie                  | inscrit    | « PA00095382 », notice no PA00095382 | 43° 07′ 19″ nord, 0° 00′ 19″ est    |       |
| Église Sainte-Eulalie de Lançon                                   | Lançon                                      | Hautes-Pyrénées         | Occitanie                  | inscrit    | « PA00095385 », notice no PA00095385 | 42° 53′ 05″ nord, 0° 22′ 03″ est    |       |
| Église Saint-Jean-l'Évangéliste de Luc                            | Luc                                         | Hautes-Pyrénées         | Occitanie                  | inscrit    | « PA00095391 », notice no PA00095391 | 43° 09′ 23″ nord, 0° 10′ 41″ est    |       |
| Église de l'Assomption de Maubourguet                             | Maubourguet                                 | Hautes-Pyrénées         | Occitanie                  | classé     | « PA00095397 », notice no PA00095397 | 43° 28′ 13″ nord, 0° 02′ 06″ est    |       |
| Église Saint-Jacques de Cotdoussan                                | Ourdis-Cotdoussan                           | Hautes-Pyrénées         | Occitanie                  | inscrit    | « PA00095406 », notice no PA00095406 | 43° 02′ 55″ nord, 0° 01′ 25″ est    |       |
| Chapelle Saint-Julien de Saléchan                                 | Saléchan                                    | Hautes-Pyrénées         | Occitanie                  | inscrit    | « PA00095418 », notice no PA00095418 | 42° 57′ 20″ nord, 0° 38′ 05″ est    |       |
| Église Saint-Pierre de Sarniguet                                  | Sarniguet                                   | Hautes-Pyrénées         | Occitanie                  | inscrit    | « PA00095420 », notice no PA00095420 | 43° 19′ 10″ nord, 0° 05′ 32″ est    |       |
| Église Saint-Vincent de Sers                                      | Sers                                        | Hautes-Pyrénées         | Occitanie                  | inscrit    | « PA00095424 », notice no PA00095424 | 42° 53′ 13″ nord, 0° 02′ 19″ est    |       |
| Centre hospitalier de Bigorre                                     | Tarbes                                      | Hautes-Pyrénées         | Occitanie                  | inscrit    | « PA00095429 », notice no PA00095429 | 43° 14′ 04″ nord, 0° 04′ 00″ est    |       |
| Maison                                                            | Tarbes                                      | Hautes-Pyrénées         | Occitanie                  | inscrit    | « PA00095431 », notice no PA00095431 | 43° 14′ 04″ nord, 0° 04′ 15″ est    |       |
| Église Saint-Mercurial de Vielle-Louron                           | Vielle-Louron                               | Hautes-Pyrénées         | Occitanie                  | classé     | « PA00095444 », notice no PA00095444 | 42° 50′ 03″ nord, 0° 24′ 11″ est    |       |
| Hôpital de la Reine                                               | Saint-Cloud                                 | Hauts-de-Seine          | Île-de-France              | classé     | « PA00088143 », notice no PA00088143 | 48° 50′ 39″ nord, 2° 13′ 05″ est    |       |
| Château d'Agel                                                    | Agel                                        | Hérault                 | Occitanie                  | inscrit    | « PA00103351 », notice no PA00103351 | 43° 20′ 19″ nord, 2° 51′ 14″ est    |       |
| Chapelle Notre-Dame-de-la-Pitié de Beaulieu                       | Beaulieu                                    | Hérault                 | Occitanie                  | classé     | « PA00103369 », notice no PA00103369 | 43° 43′ 47″ nord, 4° 01′ 44″ est    |       |
| Église Saint-Martin de Lansargues                                 | Lansargues                                  | Hérault                 | Occitanie                  | classé     | « PA00103468 », notice no PA00103468 | 43° 39′ 11″ nord, 4° 04′ 23″ est    |       |
| Château de Laroque                                                | Laroque                                     | Hérault                 | Occitanie                  | inscrit    | « PA00103469 », notice no PA00103469 | 43° 55′ 21″ nord, 3° 43′ 26″ est    |       |
| Oppidum de Magalas                                                | Magalas                                     | Hérault                 | Occitanie                  | classé     | « PA00103497 », notice no PA00103497 | 43° 28′ 32″ nord, 3° 13′ 47″ est    |       |
| Maison                                                            | Montpeyroux                                 | Hérault                 | Occitanie                  | classé     | « PA00103611 », notice no PA00103611 | 43° 41′ 43″ nord, 3° 30′ 21″ est    |       |
| Église Saint-Cyr et Sainte-Julite de Saint-Xist                   | La Tour-sur-Orb                             | Hérault                 | Occitanie                  | inscrit    | « PA00103737 », notice no PA00103737 | 43° 40′ 35″ nord, 3° 09′ 26″ est    |       |
| Prieuré de Puychevrier                                            | Mérigny                                     | Indre                   | Centre-Val de Loire        | classé     | « PA00097394 », notice no PA00097394 | 46° 36′ 41″ nord, 0° 56′ 23″ est    |       |
| Hôtel Poirier de Beauvais                                         | Chinon                                      | Indre-et-Loire          | Centre-Val de Loire        | inscrit    | « PA00097683 », notice no PA00097683 | 47° 10′ 02″ nord, 0° 14′ 11″ est    |       |
| Manoir de la Bâtie                                                | Agnin                                       | Isère                   | Auvergne-Rhône-Alpes       | inscrit    | « PA00117114 », notice no PA00117114 | 45° 20′ 18″ nord, 4° 51′ 38″ est    |       |
| Château de Poizieu                                                | Chozeau                                     | Isère                   | Auvergne-Rhône-Alpes       | inscrit    | « PA00117137 », notice no PA00117137 | 45° 42′ 09″ nord, 5° 12′ 56″ est    |       |
| Maison                                                            | La Côte-Saint-André                         | Isère                   | Auvergne-Rhône-Alpes       | inscrit    | « PA00117148 », notice no PA00117148 | 45° 23′ 41″ nord, 5° 15′ 36″ est    |       |
| Église Saint-Martin de Montseveroux                               | Montseveroux                                | Isère                   | Auvergne-Rhône-Alpes       | inscrit    | « PA00117227 », notice no PA00117227 | 45° 25′ 46″ nord, 4° 58′ 16″ est    |       |
| Château de Montmeilleur                                           | Saint-Baudille-et-Pipet                     | Isère                   | Auvergne-Rhône-Alpes       | inscrit    | « PA00117248 », notice no PA00117248 | 44° 47′ 43″ nord, 5° 45′ 30″ est    |       |
| Château de Montagnieu                                             | Soleymieu                                   | Isère                   | Auvergne-Rhône-Alpes       | inscrit    | « PA00117289 », notice no PA00117289 | 45° 41′ 45″ nord, 5° 21′ 21″ est    |       |
| Église Saint-Hilaire de Saint-Vivant                              | Biarne                                      | Jura                    | Bourgogne-Franche-Comté    | inscrit    | « PA00101818 », notice no PA00101818 | 47° 08′ 16″ nord, 5° 26′ 37″ est    |       |
| Stations préhistoriques de Clairvaux-les-Lacs                     | Clairvaux-les-Lacs                          | Jura                    | Bourgogne-Franche-Comté    | classé     | « PA00101835 », notice no PA00101835 | 46° 34′ 18″ nord, 5° 44′ 57″ est    |       |
| Fontaine-lavoir de la Platière                                    | Mutigney                                    | Jura                    | Bourgogne-Franche-Comté    | inscrit    | « PA00101968 », notice no PA00101968 | 47° 16′ 33″ nord, 5° 32′ 33″ est    |       |
| Fontaine-lavoir du Château                                        | Mutigney                                    | Jura                    | Bourgogne-Franche-Comté    | inscrit    | « PA00101967 », notice no PA00101967 | 47° 16′ 42″ nord, 5° 32′ 43″ est    |       |
| Église Saint-Jean-Baptiste de Saint-Julien                        | Val Suran                                   | Jura                    | Bourgogne-Franche-Comté    | inscrit    | « PA00102017 », notice no PA00102017 | 46° 23′ 39″ nord, 5° 27′ 13″ est    |       |
| Menhir de la Grande Pierre                                        | Averdon                                     | Loir-et-Cher            | Centre-Val de Loire        | classé     | « PA00098328 », notice no PA00098328 | 47° 40′ 20″ nord, 1° 19′ 23″ est    |       |
| Dolmen des Louettes                                               | Fréteval                                    | Loir-et-Cher            | Centre-Val de Loire        | classé     | « PA00098445 », notice no PA00098445 | 47° 53′ 15″ nord, 1° 10′ 46″ est    |       |
| Motte de Condras                                                  | Neung-sur-Beuvron                           | Loir-et-Cher            | Centre-Val de Loire        | inscrit    | « PA00098528 », notice no PA00098528 | 47° 30′ 49″ nord, 1° 48′ 48″ est    |       |
| Dolmen de la Rousselière                                          | Beauce la Romaine                           | Loir-et-Cher            | Centre-Val de Loire        | classé     | « PA00098547 », notice no PA00098547 | 47° 57′ 51″ nord, 1° 29′ 57″ est    |       |
| Église Saint-Martin de Souvigny-en-Sologne                        | Souvigny-en-Sologne                         | Loir-et-Cher            | Centre-Val de Loire        | inscrit    | « PA00098609 », notice no PA00098609 | 47° 38′ 38″ nord, 2° 09′ 49″ est    |       |
| Dolmen de la Mouise-Martin                                        | Beauce la Romaine                           | Loir-et-Cher            | Centre-Val de Loire        | inscrit    | « PA00098623 », notice no PA00098623 | 47° 57′ 01″ nord, 1° 30′ 12″ est    |       |
| Maison                                                            | Montbrison                                  | Loire                   | Auvergne-Rhône-Alpes       | classé     | « PA00117526 », notice no PA00117526 | 45° 36′ 24″ nord, 4° 03′ 57″ est    |       |
| Château de la Bernarde                                            | Renaison                                    | Loire                   | Auvergne-Rhône-Alpes       | inscrit    | « PA00117558 », notice no PA00117558 | 46° 02′ 54″ nord, 3° 56′ 21″ est    |       |
| Église Saint-Pierre de Saint-Chamond                              | Saint-Chamond                               | Loire                   | Auvergne-Rhône-Alpes       | inscrit    | « PA00117590 », notice no PA00117590 | 45° 28′ 43″ nord, 4° 30′ 48″ est    |       |
| Chapelle de la Charité                                            | Saint-Étienne                               | Loire                   | Auvergne-Rhône-Alpes       | inscrit    | « PA00117596 », notice no PA00117596 | 45° 25′ 59″ nord, 4° 23′ 28″ est    |       |
| Camp celtique                                                     | Le Pouliguen                                | Loire-Atlantique        | Pays de la Loire           | inscrit    | « PA00108781 », notice no PA00108781 | 47° 15′ 35″ nord, 2° 25′ 14″ ouest  |       |
| Moulin à vent de Tue-Loup                                         | Saint-Julien-de-Concelles                   | Loire-Atlantique        | Pays de la Loire           | inscrit    | « PA00108808 », notice no PA00108808 | 47° 14′ 03″ nord, 1° 25′ 30″ ouest  |       |
| Moulin de la Ramée                                                | Saint-Viaud                                 | Loire-Atlantique        | Pays de la Loire           | inscrit    | « PA00108824 », notice no PA00108824 | 47° 16′ 20″ nord, 1° 59′ 02″ ouest  |       |
| Dolmen de la Mouïse                                               | Baccon                                      | Loiret                  | Centre-Val de Loire        | classé     | « PA00098686 », notice no PA00098686 | 47° 52′ 43″ nord, 1° 36′ 12″ est    |       |
| Dolmen de Mailleton                                               | Le Malesherbois                             | Loiret                  | Centre-Val de Loire        | classé     | « PA00098811 », notice no PA00098811 | 48° 15′ 59″ nord, 2° 24′ 42″ est    |       |
| Château du Bousquet                                               | Arcambal                                    | Lot                     | Occitanie                  | inscrit    | « PA00094964 », notice no PA00094964 | 44° 27′ 23″ nord, 1° 30′ 33″ est    |       |
| Chapelle Saint-André des Arques                                   | Les Arques                                  | Lot                     | Occitanie                  | classé     | « PA00094965 », notice no PA00094965 | 44° 36′ 04″ nord, 1° 14′ 07″ est    |       |
| Château de Labastide                                              | Beauregard                                  | Lot                     | Occitanie                  | inscrit    | « PA00094978 », notice no PA00094978 | 44° 20′ 39″ nord, 1° 47′ 02″ est    |       |
| Château de la Rauze                                               | Le Bourg                                    | Lot                     | Occitanie                  | inscrit    | « PA00094985 », notice no PA00094985 | 44° 42′ 41″ nord, 1° 54′ 52″ est    |       |
| Église Saint-Pierre-et-Saint-Paul de Caillac                      | Caillac                                     | Lot                     | Occitanie                  | classé     | « PA00095031 », notice no PA00095031 | 44° 29′ 13″ nord, 1° 21′ 07″ est    |       |
| Église Saint-Avit de Duravel                                      | Duravel                                     | Lot                     | Occitanie                  | inscrit    | « PA00095065 », notice no PA00095065 | 44° 31′ 57″ nord, 1° 04′ 13″ est    |       |
| Presbytère de Ginouillac                                          | Ginouillac                                  | Lot                     | Occitanie                  | inscrit    | « PA00095098 », notice no PA00095098 | 44° 43′ 32″ nord, 1° 32′ 19″ est    |       |
| Tour de péage de Laroque-des-Arcs                                 | Laroque-des-Arcs                            | Lot                     | Occitanie                  | inscrit    | « PA00095128 », notice no PA00095128 | 44° 28′ 30″ nord, 1° 28′ 10″ est    |       |
| Pigeonnier-porche de Lavergne                                     | Lavergne                                    | Lot                     | Occitanie                  | inscrit    | « PA00095132 », notice no PA00095132 | 44° 47′ 51″ nord, 1° 45′ 24″ est    |       |
| Église Notre-Dame-de-l'Assomption de Lherm                        | Lherm                                       | Lot                     | Occitanie                  | inscrit    | « PA00095135 », notice no PA00095135 | 44° 34′ 05″ nord, 1° 14′ 46″ est    |       |
| Pont de Maday                                                     | Loubressac                                  | Lot                     | Occitanie                  | inscrit    | « PA00095148 », notice no PA00095148 | 44° 53′ 26″ nord, 1° 48′ 20″ est    |       |
| Puits du Mas de la Boute                                          | Marcilhac-sur-Célé                          | Lot                     | Occitanie                  | inscrit    | « PA00095157 », notice no PA00095157 | 44° 31′ 33″ nord, 1° 47′ 30″ est    |       |
| Château de Mayrac                                                 | Mayrac                                      | Lot                     | Occitanie                  | inscrit    | « PA00095165 », notice no PA00095165 | 44° 53′ 57″ nord, 1° 33′ 31″ est    |       |
| Église Saint-Gilles de Bonneviole                                 | Prudhomat                                   | Lot                     | Occitanie                  | inscrit    | « PA00095186 », notice no PA00095186 | 44° 53′ 52″ nord, 1° 48′ 54″ est    |       |
| Église Saint-Caprais de Saint-Caprais                             | Saint-Caprais                               | Lot                     | Occitanie                  | inscrit    | « PA00095215 », notice no PA00095215 | 44° 36′ 24″ nord, 1° 09′ 32″ est    |       |
| Église Sainte-Spérie de Saint-Céré                                | Saint-Céré                                  | Lot                     | Occitanie                  | inscrit    | « PA00095216 », notice no PA00095216 | 44° 51′ 35″ nord, 1° 53′ 25″ est    |       |
| Église Saint-Martin de Saint-Martin-de-Vers                       | Saint-Martin-de-Vers                        | Lot                     | Occitanie                  | inscrit    | « PA00095245 », notice no PA00095245 | 44° 34′ 50″ nord, 1° 33′ 32″ est    |       |
| Moulin à vent de Boisse                                           | Sainte-Alauzie                              | Lot                     | Occitanie                  | inscrit    | « PA00095214 », notice no PA00095214 | 44° 18′ 56″ nord, 1° 21′ 15″ est    |       |
| Maison rurale du Vigan                                            | Le Vigan                                    | Lot                     | Occitanie                  | inscrit    | « PA00095283 », notice no PA00095283 | 44° 44′ 33″ nord, 1° 26′ 29″ est    |       |
| Palais de justice                                                 | Agen                                        | Lot-et-Garonne          | Nouvelle-Aquitaine         | inscrit    | « PA00084054 », notice no PA00084054 | 44° 11′ 58″ nord, 0° 37′ 00″ est    |       |
| Château de Villaret                                               | Allenc                                      | Lozère                  | Occitanie                  | inscrit    | « PA00103781 », notice no PA00103781 | 44° 31′ 27″ nord, 3° 40′ 40″ est    |       |
| Chapelle de Saint-Jean-du-Bleymard                                | Le Bleymard                                 | Lozère                  | Occitanie                  | classé     | « PA00103792 », notice no PA00103792 | 44° 29′ 42″ nord, 3° 43′ 41″ est    |       |
| Remparts                                                          | Mende                                       | Lozère                  | Occitanie                  | inscrit    | « PA00103879 », notice no PA00103879 | 44° 31′ 10″ nord, 3° 29′ 51″ est    |       |
| Château abbatial de Naussac                                       | Naussac                                     | Lozère                  | Occitanie                  | inscrit    | « PA00103888 », notice no PA00103888 | 44° 43′ 44″ nord, 3° 50′ 18″ est    |       |
| Église Notre-Dame-de-la-Salette de Saint-Privat-de-Vallongue      | Saint-Privat-de-Vallongue                   | Lozère                  | Occitanie                  | inscrit    | « PA00103934 », notice no PA00103934 | 44° 16′ 48″ nord, 3° 50′ 23″ est    |       |
| Église Saint-Pierre-et-Saint-Laurent de Baugé                     | Baugé-en-Anjou                              | Maine-et-Loire          | Pays de la Loire           | classé     | « PA00108957 », notice no PA00108957 | 47° 32′ 30″ nord, 0° 06′ 19″ ouest  |       |
| Château de Brézé                                                  | Bellevigne-les-Châteaux                     | Maine-et-Loire          | Pays de la Loire           | classé     | « PA00108988 », notice no PA00108988 | 47° 10′ 28″ nord, 0° 03′ 27″ ouest  |       |
| Château de la Lorie                                               | Segré-en-Anjou Bleu                         | Maine-et-Loire          | Pays de la Loire           | classé     | « PA00109025 », notice no PA00109025 | 47° 40′ 43″ nord, 0° 50′ 55″ ouest  |       |
| Pierre du Coq                                                     | Baugé-en-Anjou                              | Maine-et-Loire          | Pays de la Loire           | classé     | « PA00109095 », notice no PA00109095 | 47° 33′ 17″ nord, 0° 08′ 19″ ouest  |       |
| Manoir du Bois-de-l'Humeau                                        | Marcé                                       | Maine-et-Loire          | Pays de la Loire           | inscrit    | « PA00109168 », notice no PA00109168 | 47° 35′ 17″ nord, 0° 18′ 51″ ouest  |       |
| Château de Montreuil-Bellay                                       | Montreuil-Bellay                            | Maine-et-Loire          | Pays de la Loire           | classé     | « PA00109195 », notice no PA00109195 | 47° 07′ 59″ nord, 0° 09′ 18″ ouest  |       |
| Abbaye Saint-Maur de Glanfeuil                                    | Gennes-Val-de-Loire                         | Maine-et-Loire          | Pays de la Loire           | classé     | « PA00109372 », notice no PA00109372 | 47° 22′ 11″ nord, 0° 15′ 51″ ouest  |       |
| Hôtel-Dieu (actuel hôpital) : chapelle Notre-Dame de la Victoire  | Coutances                                   | Manche                  | Normandie                  | classé     | « PA00110380 », notice no PA00110380 | 49° 02′ 28″ nord, 1° 26′ 42″ ouest  |       |
| Manoir de la Cour                                                 | Marcilly                                    | Manche                  | Normandie                  | inscrit    | « PA00110445 », notice no PA00110445 | 48° 38′ 45″ nord, 1° 14′ 31″ ouest  |       |
| Butte Saint-Clair                                                 | Le Mesnil-Vigot                             | Manche                  | Normandie                  | classé     | « PA00110453 », notice no PA00110453 | 49° 10′ 15″ nord, 1° 16′ 37″ ouest  |       |
| Manoir de Garnetot                                                | Rauville-la-Place                           | Manche                  | Normandie                  | inscrit    | « PA00110555 », notice no PA00110555 | 49° 22′ 52″ nord, 1° 30′ 28″ ouest  |       |
| Manoir de Cléville                                                | Le Rozel                                    | Manche                  | Normandie                  | inscrit    | « PA00110561 », notice no PA00110561 | 49° 29′ 01″ nord, 1° 49′ 06″ ouest  |       |
| Château                                                           | Sébeville                                   | Manche                  | Normandie                  | inscrit    | « PA00110386 », notice no PA00110386 | 49° 23′ 12″ nord, 1° 17′ 24″ ouest  |       |
| Château de Tocqueville                                            | Tocqueville                                 | Manche                  | Normandie                  | classé     | « PA00110618 », notice no PA00110618 | 49° 40′ 01″ nord, 1° 19′ 45″ ouest  |       |
| Hôtel de Beaumont                                                 | Valognes                                    | Manche                  | Normandie                  | classé     | « PA00110629 », notice no PA00110629 | 49° 30′ 20″ nord, 1° 28′ 13″ ouest  |       |
| Hôtel de Thieuville                                               | Valognes                                    | Manche                  | Normandie                  | inscrit    | « PA00110631 », notice no PA00110631 | 49° 30′ 25″ nord, 1° 28′ 09″ ouest  |       |
| Église Notre-Dame                                                 | Villedieu-les-Poêles                        | Manche                  | Normandie                  | classé     | « PA00110642 », notice no PA00110642 | 48° 50′ 17″ nord, 1° 13′ 22″ ouest  |       |
| Château de Servigny                                               | Yvetot-Bocage                               | Manche                  | Normandie                  | inscrit    | « PA00110644 », notice no PA00110644 | 49° 29′ 52″ nord, 1° 29′ 50″ ouest  |       |
| Abbaye de Haute-Fontaine                                          | Ambrières                                   | Marne                   | Grand Est                  | inscrit    | « PA00078566 », notice no PA00078566 | 48° 38′ 13″ nord, 4° 48′ 45″ est    |       |
| Église Notre-Dame de Corribert                                    | Corribert                                   | Marne                   | Grand Est                  | classé     | « PA00078675 », notice no PA00078675 | 48° 56′ 32″ nord, 3° 45′ 51″ est    |       |
| Maison                                                            | Sézanne                                     | Marne                   | Grand Est                  | inscrit    | « PA00078857 », notice no PA00078857 | 48° 43′ 21″ nord, 3° 43′ 15″ est    |       |
| Église Notre-Dame-de-l'Assomption-et-Saint-Joseph de Case-Pilote  | Case-Pilote                                 | Martinique              | Martinique                 | classé     | « PA00105938 », notice no PA00105938 | 14° 38′ 36″ nord, 61° 08′ 18″ ouest |       |
| Église Saint-Thomas du Diamant                                    | Le Diamant                                  | Martinique              | Martinique                 | inscrit    | « PA00105939 », notice no PA00105939 | 14° 28′ 48″ nord, 61° 01′ 34″ ouest |       |
| Hôpital militaire                                                 | Fort-de-France                              | Martinique              | Martinique                 | inscrit    | « PA00105943 », notice no PA00105943 | 14° 36′ 35″ nord, 61° 04′ 22″ ouest |       |
| Hôtel de ville                                                    | Fort-de-France                              | Martinique              | Martinique                 | inscrit    | « PA00105944 », notice no PA00105944 | 14° 36′ 23″ nord, 61° 04′ 12″ ouest |       |
| Église Saint-Joseph du Prêcheur                                   | Le Prêcheur                                 | Martinique              | Martinique                 | inscrit    | « PA00105946 », notice no PA00105946 | 14° 48′ 05″ nord, 61° 13′ 28″ ouest |       |
| Cachot de Cyparis                                                 | Saint-Pierre                                | Martinique              | Martinique                 | inscrit    | « PA00105949 », notice no PA00105949 | 14° 44′ 50″ nord, 61° 10′ 34″ ouest |       |
| Entrepots                                                         | Saint-Pierre                                | Martinique              | Martinique                 | inscrit    | « PA00105952 », notice no PA00105952 | 14° 44′ 45″ nord, 61° 10′ 35″ ouest |       |
| Musée de l'impératrice Joséphine                                  | Les Trois-Îlets                             | Martinique              | Martinique                 | inscrit    | « PA00105956 », notice no PA00105956 | 14° 31′ 51″ nord, 61° 02′ 54″ ouest |       |
| Maison du Porche                                                  | Chémeré-le-Roi                              | Mayenne                 | Pays de la Loire           | inscrit    | « PA00109490 », notice no PA00109490 | 47° 58′ 41″ nord, 0° 26′ 25″ ouest  |       |
| Manoir de la Haie-Lair                                            | Chémeré-le-Roi                              | Mayenne                 | Pays de la Loire           | inscrit    | « PA00109491 », notice no PA00109491 | 47° 58′ 50″ nord, 0° 25′ 59″ ouest  |       |
| Église Saint-Martin                                               | Laval (Mayenne)                             | Mayenne                 | Pays de la Loire           | classé     | « PA00109530 », notice no PA00109530 | 48° 04′ 17″ nord, 0° 46′ 47″ ouest  |       |
| Abbaye de Saint-Pierremont                                        | Avril                                       | Meurthe-et-Moselle      | Grand Est                  | inscrit    | « PA00105993 », notice no PA00105993 | 49° 18′ 24″ nord, 5° 56′ 26″ est    |       |
| Château de Lenoncourt                                             | Lenoncourt                                  | Meurthe-et-Moselle      | Grand Est                  | inscrit    | « PA00106058 », notice no PA00106058 | 48° 39′ 57″ nord, 6° 18′ 22″ est    |       |
| Maison du Docteur Paul Jacques                                    | Nancy                                       | Meurthe-et-Moselle      | Grand Est                  | inscrit    | « PA00106192 », notice no PA00106192 | 48° 41′ 15″ nord, 6° 10′ 15″ est    |       |
| Maison de Clodion                                                 | Nancy                                       | Meurthe-et-Moselle      | Grand Est                  | classé     | « PA00106298 », notice no PA00106298 | 48° 41′ 28″ nord, 6° 10′ 55″ est    |       |
| Château de Saulxures                                              | Saulxures-lès-Nancy                         | Meurthe-et-Moselle      | Grand Est                  | classé     | « PA00106367 », notice no PA00106367 | 48° 41′ 25″ nord, 6° 15′ 08″ est    |       |
| Tour du Roi                                                       | Vaucouleurs                                 | Meuse                   | Grand Est                  | classé     | « PA00106651 », notice no PA00106651 | 48° 36′ 16″ nord, 5° 39′ 56″ est    |       |
| Remparts de Vaucouleurs                                           | Vaucouleurs                                 | Meuse                   | Grand Est                  | classé     | « PA00106650 », notice no PA00106650 | 48° 36′ 16″ nord, 5° 39′ 59″ est    |       |
| Moulin à vent de Billion                                          | Ambon                                       | Morbihan                | Bretagne                   | inscrit    | « PA00090979 », notice no PA00090979 | 47° 33′ 58″ nord, 2° 34′ 50″ ouest  |       |
| Dolmen de Pen-Hap                                                 | Île-aux-Moines                              | Morbihan                | Bretagne                   | classé     | « PA00091303 », notice no PA00091303 | 47° 35′ 00″ nord, 2° 51′ 23″ ouest  |       |
| Prieuré                                                           | Île-d'Arz                                   | Morbihan                | Bretagne                   | inscrit    | « PA00091305 », notice no PA00091305 | 47° 35′ 22″ nord, 2° 48′ 07″ ouest  |       |
| Dolmen du Bünz                                                    | Inzinzac-Lochrist                           | Morbihan                | Bretagne                   | classé     | « PA00091309 », notice no PA00091309 | 47° 49′ 57″ nord, 3° 14′ 57″ ouest  |       |
| Manoir de la Cour                                                 | Théhillac                                   | Morbihan                | Bretagne                   | inscrit    | « PA00091753 », notice no PA00091753 | 47° 34′ 02″ nord, 2° 06′ 11″ ouest  |       |
| Citadelle de Bitche                                               | Bitche                                      | Moselle                 | Grand Est                  | classé     | « PA00106736 », notice no PA00106736 | 49° 03′ 10″ nord, 7° 25′ 53″ est    |       |
| Château de Luttange                                               | Luttange                                    | Moselle                 | Grand Est                  | inscrit    | « PA00106798 », notice no PA00106798 | 49° 16′ 10″ nord, 6° 18′ 34″ est    |       |
| Église Saint-Eucaire                                              | Metz                                        | Moselle                 | Grand Est                  | classé     | « PA00106831 », notice no PA00106831 | 49° 07′ 05″ nord, 6° 11′ 02″ est    |       |
| Église Sainte-Barbe de Sainte-Barbe                               | Sainte-Barbe                                | Moselle                 | Grand Est                  | inscrit    | « PA00106987 », notice no PA00106987 | 49° 09′ 33″ nord, 6° 18′ 12″ est    |       |
| Musée régional de Sarreguemines                                   | Sarreguemines                               | Moselle                 | Grand Est                  | classé     | « PA00107001 », notice no PA00107001 | 49° 06′ 34″ nord, 7° 04′ 14″ est    |       |
| Couvent des Minimes de Decize                                     | Decize                                      | Nièvre                  | Bourgogne-Franche-Comté    | inscrit    | « PA00112874 », notice no PA00112874 | 46° 49′ 43″ nord, 3° 27′ 47″ est    |       |
| Menhir dit La Pierre qui Pousse                                   | Aubigny-au-Bac                              | Nord                    | Hauts-de-France            | inscrit    | « PA00107349 », notice no PA00107349 | 50° 16′ 03″ nord, 3° 08′ 51″ est    |       |
| Motte féodale                                                     | Bailleul                                    | Nord                    | Hauts-de-France            | inscrit    | « PA00107359 », notice no PA00107359 | 50° 41′ 35″ nord, 2° 42′ 06″ est    |       |
| Motte féodale et basse-cour                                       | Eringhem                                    | Nord                    | Hauts-de-France            | inscrit    | « PA00107514 », notice no PA00107514 | 50° 53′ 27″ nord, 2° 18′ 00″ est    |       |
| Oppidum antique                                                   | Flaumont-Waudrechies                        | Nord                    | Hauts-de-France            | classé     | « PA00107529 », notice no PA00107529 | 50° 07′ 17″ nord, 3° 57′ 39″ est    |       |
| Motte féodale                                                     | Godewaersvelde                              | Nord                    | Hauts-de-France            | inscrit    | « PA00107537 », notice no PA00107537 | 50° 47′ 02″ nord, 2° 37′ 45″ est    |       |
| Motte féodale                                                     | Hazebrouck                                  | Nord                    | Hauts-de-France            | inscrit    | « PA00107550 », notice no PA00107550 | 50° 43′ 42″ nord, 2° 33′ 37″ est    |       |
| Motte féodale                                                     | Lederzeele                                  | Nord                    | Hauts-de-France            | inscrit    | « PA00107563 », notice no PA00107563 | 50° 49′ 30″ nord, 2° 18′ 16″ est    |       |
| Hôtel Petipas de Walle                                            | Lille                                       | Nord                    | Hauts-de-France            | classé     | « PA00107605 », notice no PA00107605 | 50° 38′ 14″ nord, 3° 03′ 31″ est    |       |
| Hôtel Van Zeller                                                  | Lille                                       | Nord                    | Hauts-de-France            | inscrit    | « PA00107609 », notice no PA00107609 | 50° 38′ 34″ nord, 3° 03′ 35″ est    |       |
| Maisons                                                           | Lille                                       | Nord                    | Hauts-de-France            | inscrit    | « PA00107718 », notice no PA00107718 | 50° 37′ 58″ nord, 3° 03′ 49″ est    |       |
| Moulin à vent dit moulin Regost ou de l'Hostine                   | Looberghe                                   | Nord                    | Hauts-de-France            | inscrit    | « PA00107732 », notice no PA00107732 | 50° 55′ 41″ nord, 2° 17′ 03″ est    |       |
| Motte féodale                                                     | Ochtezeele                                  | Nord                    | Hauts-de-France            | classé     | « PA00107768 », notice no PA00107768 | 50° 49′ 07″ nord, 2° 24′ 14″ est    |       |
| Motte féodale                                                     | Oudezeele                                   | Nord                    | Hauts-de-France            | inscrit    | « PA00107771 », notice no PA00107771 | 50° 49′ 40″ nord, 2° 30′ 43″ est    |       |
| Château de Rametz                                                 | Saint-Waast                                 | Nord                    | Hauts-de-France            | classé     | « PA00107805 », notice no PA00107805 | 50° 17′ 55″ nord, 3° 46′ 26″ est    |       |
| Motte féodale de Steenvoorde                                      | Steenvoorde                                 | Nord                    | Hauts-de-France            | inscrit    | « PA00107829 », notice no PA00107829 | 50° 48′ 29″ nord, 2° 35′ 48″ est    |       |
| Motte féodale de Strazeele                                        | Strazeele                                   | Nord                    | Hauts-de-France            | inscrit    | « PA00107833 », notice no PA00107833 | 50° 43′ 12″ nord, 2° 37′ 27″ est    |       |
| Motte féodale de Winnezeele                                       | Winnezeele                                  | Nord                    | Hauts-de-France            | inscrit    | « PA00107892 », notice no PA00107892 | 50° 50′ 27″ nord, 2° 32′ 52″ est    |       |
| Motte féodale de Wulverdinghe                                     | Wulverdinghe                                | Nord                    | Hauts-de-France            | inscrit    | « PA00107896 », notice no PA00107896 | 50° 49′ 32″ nord, 2° 14′ 14″ est    |       |
| Oppidum de Bailleul-sur-Thérain                                   | Bailleul-sur-Thérain                        | Oise                    | Hauts-de-France            | inscrit    | « PA00114493 », notice no PA00114493 | 49° 23′ 03″ nord, 2° 14′ 34″ est    |       |
| Maison Gréber                                                     | Beauvais                                    | Oise                    | Hauts-de-France            | classé     | « PA00114511 », notice no PA00114511 | 49° 26′ 16″ nord, 2° 04′ 59″ est    |       |
| Prieuré Saint-Arnoul de Crépy-en-Valois                           | Crépy-en-Valois                             | Oise                    | Hauts-de-France            | inscrit    | « PA00114655 », notice no PA00114655 | 49° 14′ 18″ nord, 2° 53′ 00″ est    |       |
| Maison Le Corandon                                                | Crépy-en-Valois                             | Oise                    | Hauts-de-France            | inscrit    | « PA00114665 », notice no PA00114665 | 49° 14′ 16″ nord, 2° 52′ 57″ est    |       |
| Château de Merlemont                                              | Warluis                                     | Oise                    | Hauts-de-France            | inscrit    | « PA00114973 », notice no PA00114973 | 49° 23′ 28″ nord, 2° 10′ 07″ est    |       |
| Château d'Avoine                                                  | Avoine                                      | Orne                    | Normandie                  | inscrit    | « PA00110736 », notice no PA00110736 | 48° 41′ 08″ nord, 0° 05′ 46″ ouest  |       |
| Hôtel Bansard des Bois                                            | Bellême                                     | Orne                    | Normandie                  | classé     | « PA00110742 », notice no PA00110742 | 48° 22′ 32″ nord, 0° 33′ 47″ est    |       |
| Château d'Exmes                                                   | Exmes                                       | Orne                    | Normandie                  | classé     | « PA00110802 », notice no PA00110802 | 48° 45′ 45″ nord, 0° 10′ 42″ est    |       |
| Maison Henri IV                                                   | Mortagne-au-Perche                          | Orne                    | Normandie                  | classé     | « PA00110869 », notice no PA00110869 | 48° 31′ 22″ nord, 0° 32′ 48″ est    |       |
| Église Saint-Paterne de Montrond                                  | Neuville-près-Sées                          | Orne                    | Normandie                  | inscrit    | « PA00110874 », notice no PA00110874 | 48° 39′ 28″ nord, 0° 15′ 04″ est    |       |
| Manoir de Brigemont                                               | Rémalard                                    | Orne                    | Normandie                  | inscrit    | « PA00110900 », notice no PA00110900 | 48° 27′ 06″ nord, 0° 47′ 48″ est    |       |
| Manoir de la Guyonnière                                           | Saint-Jean-des-Bois                         | Orne                    | Normandie                  | inscrit    | « PA00110926 », notice no PA00110926 | 48° 43′ 55″ nord, 0° 48′ 50″ ouest  |       |
| Église Saint-Pierre                                               | Le Sap                                      | Orne                    | Normandie                  | inscrit    | « PA00110940 », notice no PA00110940 | 48° 53′ 40″ nord, 0° 20′ 24″ est    |       |
| Château du Tertre                                                 | Sérigny                                     | Orne                    | Normandie                  | classé     | « PA00110951 », notice no PA00110951 | 48° 23′ 17″ nord, 0° 34′ 45″ est    |       |
| Château de La Ventrouze                                           | La Ventrouze                                | Orne                    | Normandie                  | inscrit    | « PA00110963 », notice no PA00110963 | 48° 36′ 39″ nord, 0° 41′ 53″ est    |       |
| Boulangerie Au Moulin de la Vierge                                | 14e arrondissement de Paris                 | Paris                   | Île-de-France              | inscrit    | « PA00086612 », notice no PA00086612 | 48° 50′ 04″ nord, 2° 18′ 50″ est    |       |
| Hôpital Sainte-Anne                                               | 14e arrondissement de Paris                 | Paris                   | Île-de-France              | inscrit    | « PA00086617 », notice no PA00086617 | 48° 49′ 43″ nord, 2° 20′ 20″ est    |       |
| Musée d'Ennery                                                    | 16e arrondissement de Paris                 | Paris                   | Île-de-France              | inscrit    | « PA00086704 », notice no PA00086704 | 48° 52′ 18″ nord, 2° 16′ 53″ est    |       |
| Musée Guimet                                                      | 16e arrondissement de Paris                 | Paris                   | Île-de-France              | inscrit    | « PA00086705 », notice no PA00086705 | 48° 51′ 54″ nord, 2° 17′ 37″ est    |       |
| Hôtel de Monpelas                                                 | 16e arrondissement de Paris                 | Paris                   | Île-de-France              | inscrit    | « PA00086675 », notice no PA00086675 | 48° 52′ 21″ nord, 2° 17′ 22″ est    |       |
| Fontaine aux Lions                                                | 19e arrondissement de Paris                 | Paris                   | Île-de-France              | inscrit    | « PA00086767 », notice no PA00086767 | 48° 53′ 22″ nord, 2° 23′ 32″ est    |       |
| Théâtre du Châtelet                                               | 1er arrondissement de Paris                 | Paris                   | Île-de-France              | inscrit    | « PA00086003 », notice no PA00086003 | 48° 51′ 28″ nord, 2° 20′ 46″ est    |       |
| Hôtel particulier                                                 | 2e arrondissement de Paris                  | Paris                   | Île-de-France              | inscrit    | « PA00086042 », notice no PA00086042 | 48° 52′ 11″ nord, 2° 20′ 46″ est    |       |
| Immeuble                                                          | 5e arrondissement de Paris                  | Paris                   | Île-de-France              | inscrit    | « PA00088450 », notice no PA00088450 | 48° 51′ 07″ nord, 2° 20′ 40″ est    |       |
| Pavillons                                                         | 6e arrondissement de Paris                  | Paris                   | Île-de-France              | inscrit    | « PA00088655 », notice no PA00088655 | 48° 50′ 49″ nord, 2° 19′ 04″ est    |       |
| Immeuble                                                          | 6e arrondissement de Paris                  | Paris                   | Île-de-France              | inscrit    | « PA00088582 », notice no PA00088582 | 48° 51′ 04″ nord, 2° 20′ 09″ est    |       |
| Hôtel du ministre des Affaires étrangères                         | 7e arrondissement de Paris                  | Paris                   | Île-de-France              | classé     | « PA00088723 », notice no PA00088723 | 48° 51′ 44″ nord, 2° 18′ 58″ est    |       |
| Hôtel particulier                                                 | 7e arrondissement de Paris                  | Paris                   | Île-de-France              | inscrit    | « PA00088753 », notice no PA00088753 | 48° 51′ 29″ nord, 2° 19′ 11″ est    |       |
| Chapelle des Catéchismes                                          | 7e arrondissement de Paris                  | Paris                   | Île-de-France              | inscrit    | « PA00088679 », notice no PA00088679 | 48° 51′ 32″ nord, 2° 19′ 06″ est    |       |
| Hôtel de Pomereu                                                  | 7e arrondissement de Paris                  | Paris                   | Île-de-France              | classé     | « PA00088729 », notice no PA00088729 | 48° 51′ 34″ nord, 2° 19′ 33″ est    |       |
| Immeuble                                                          | 8e arrondissement de Paris                  | Paris                   | Île-de-France              | inscrit    | « PA00088853 », notice no PA00088853 | 48° 52′ 02″ nord, 2° 19′ 20″ est    |       |
| Gare Saint-Lazare et l'ancien hôtel Terminus (Hilton Paris Opéra) | 8e arrondissement de Paris                  | Paris                   | Île-de-France              | inscrit    | « PA00088816 », notice no PA00088816 | 48° 52′ 35″ nord, 2° 19′ 26″ est    |       |
| Immeuble                                                          | 8e arrondissement de Paris                  | Paris                   | Île-de-France              | inscrit    | « PA00088851 », notice no PA00088851 | 48° 52′ 10″ nord, 2° 18′ 53″ est    |       |
| Musée Gustave-Moreau                                              | 9e arrondissement de Paris                  | Paris                   | Île-de-France              | inscrit    | « PA00088994 », notice no PA00088994 | 48° 52′ 41″ nord, 2° 20′ 04″ est    |       |
| Château de la Bucquière                                           | Brebières                                   | Pas-de-Calais           | Hauts-de-France            | inscrit    | « PA00108237 », notice no PA00108237 | 50° 19′ 24″ nord, 3° 02′ 10″ est    |       |
| Motte féodale de Nesles                                           | Nesles                                      | Pas-de-Calais           | Hauts-de-France            | inscrit    | « PA00108364 », notice no PA00108364 | 50° 37′ 20″ nord, 1° 39′ 15″ est    |       |
| Polissoir de Penin                                                | Penin                                       | Pas-de-Calais           | Hauts-de-France            | inscrit    | « PA00108375 », notice no PA00108375 | 50° 19′ 45″ nord, 2° 28′ 57″ est    |       |
| Château-Neuf                                                      | Saint-Pol-sur-Ternoise                      | Pas-de-Calais           | Hauts-de-France            | inscrit    | « PA00108423 », notice no PA00108423 | 50° 22′ 57″ nord, 2° 20′ 16″ est    |       |
| Porte fortifiée de Chas                                           | Chas                                        | Puy-de-Dôme             | Auvergne-Rhône-Alpes       | inscrit    | « PA00091958 », notice no PA00091958 | 45° 44′ 55″ nord, 3° 18′ 07″ est    |       |
| Hôtel de Chazerat                                                 | Clermont-Ferrand                            | Puy-de-Dôme             | Auvergne-Rhône-Alpes       | classé     | « PA00091999 », notice no PA00091999 | 45° 46′ 43″ nord, 3° 05′ 16″ est    |       |
| Pierre Cuberte                                                    | Job                                         | Puy-de-Dôme             | Auvergne-Rhône-Alpes       | inscrit    | « PA00092145 », notice no PA00092145 | 45° 38′ 07″ nord, 3° 45′ 45″ est    |       |
| Cour d'appel                                                      | Riom                                        | Puy-de-Dôme             | Auvergne-Rhône-Alpes       | classé     | « PA00092267 », notice no PA00092267 | 45° 53′ 42″ nord, 3° 07′ 03″ est    |       |
| Chapelle de la Clôtra                                             | Thiers                                      | Puy-de-Dôme             | Auvergne-Rhône-Alpes       | inscrit    | « PA00092426 », notice no PA00092426 | 45° 51′ 11″ nord, 3° 32′ 55″ est    |       |
| Croix de chemin de Tourzel-Ronzières                              | Tourzel-Ronzières                           | Puy-de-Dôme             | Auvergne-Rhône-Alpes       | inscrit    | « PA00092450 », notice no PA00092450 | 45° 31′ 39″ nord, 3° 07′ 53″ est    |       |
| Église Sainte-Foy de Morlaàs                                      | Morlaàs                                     | Pyrénées-Atlantiques    | Nouvelle-Aquitaine         | classé     | « PA00084454 », notice no PA00084454 | 43° 20′ 40″ nord, 0° 15′ 47″ ouest  |       |
| Château du Grand Perron                                           | Pierre-Bénite                               | Rhône                   | Auvergne-Rhône-Alpes       | classé     | « PA00118015 », notice no PA00118015 | 45° 41′ 59″ nord, 4° 48′ 34″ est    |       |
| Église Saint-Martin de Ville-sur-Jarnioux                         | Ville-sur-Jarnioux                          | Rhône                   | Auvergne-Rhône-Alpes       | inscrit    | « PA00118089 », notice no PA00118089 | 45° 57′ 43″ nord, 4° 36′ 33″ est    |       |
| Chapelle Saint-Jean-Baptiste de Châteauvieux                      | Yzeron                                      | Rhône                   | Auvergne-Rhône-Alpes       | inscrit    | « PA00118101 », notice no PA00118101 | 45° 42′ 25″ nord, 4° 37′ 00″ est    |       |
| Église Saint-Pierre-l'Estrier                                     | Autun                                       | Saône-et-Loire          | Bourgogne-Franche-Comté    | classé     | « PA00113076 », notice no PA00113076 | 46° 57′ 41″ nord, 4° 19′ 17″ est    |       |
| Église Saint-Jean-Baptiste de Burgy                               | Burgy                                       | Saône-et-Loire          | Bourgogne-Franche-Comté    | classé     | « PA00113139 », notice no PA00113139 | 46° 27′ 51″ nord, 4° 50′ 07″ est    |       |
| Château de Chasselas                                              | Chasselas                                   | Saône-et-Loire          | Bourgogne-Franche-Comté    | inscrit    | « PA00113204 », notice no PA00113204 | 46° 16′ 29″ nord, 4° 43′ 18″ est    |       |
| Château de Milly ou Maison de Lamartine                           | Milly-Lamartine                             | Saône-et-Loire          | Bourgogne-Franche-Comté    | inscrit    | « PA00113364 », notice no PA00113364 | 46° 20′ 57″ nord, 4° 41′ 51″ est    |       |
| Église Saint-Hilaire d'Asnières-sur-Vègre                         | Asnières-sur-Vègre                          | Sarthe                  | Pays de la Loire           | classé     | « PA00109663 », notice no PA00109663 | 47° 53′ 21″ nord, 0° 14′ 06″ ouest  |       |
| Manoir de la Béchuère                                             | Saint-Gervais-de-Vic                        | Sarthe                  | Pays de la Loire           | inscrit    | « PA00109944 », notice no PA00109944 | 47° 51′ 59″ nord, 0° 43′ 32″ est    |       |
| Château de Sonnaz                                                 | Sonnaz                                      | Savoie                  | Auvergne-Rhône-Alpes       | inscrit    | « PA00118309 », notice no PA00118309 | 45° 37′ 09″ nord, 5° 54′ 53″ est    |       |
| Église Saint-Jean-Baptiste d'Étrépilly                            | Étrépilly                                   | Seine-et-Marne          | Île-de-France              | inscrit    | « PA00086953 », notice no PA00086953 | 49° 02′ 02″ nord, 2° 55′ 51″ est    |       |
| Abri orné de Faÿ-lès-Nemours                                      | Faÿ-lès-Nemours                             | Seine-et-Marne          | Île-de-France              | inscrit    | « PA00086956 », notice no PA00086956 | 48° 14′ 06″ nord, 2° 40′ 39″ est    |       |
| Vieux Logis                                                       | Fontainebleau                               | Seine-et-Marne          | Île-de-France              | inscrit    | « PA00086994 », notice no PA00086994 | 48° 23′ 54″ nord, 2° 41′ 36″ est    |       |
| Église Notre-Dame-de-la-Nativité de Lescherolles                  | Lescherolles                                | Seine-et-Marne          | Île-de-France              | classé     | « PA00087057 », notice no PA00087057 | 48° 45′ 44″ nord, 3° 20′ 44″ est    |       |
| Prieuré Saint-Martin de Montereau-Fault-Yonne (ancien)            | Montereau-Fault-Yonne                       | Seine-et-Marne          | Île-de-France              | classé     | « PA00087123 », notice no PA00087123 | 48° 23′ 45″ nord, 2° 57′ 54″ est    |       |
| Église Saint-Vincent de Moussy-le-Neuf                            | Moussy-le-Neuf                              | Seine-et-Marne          | Île-de-France              | classé     | « PA00087152 », notice no PA00087152 | 49° 03′ 51″ nord, 2° 36′ 15″ est    |       |
| Église Saint-Denis de Rumont                                      | Rumont                                      | Seine-et-Marne          | Île-de-France              | inscrit    | « PA00087263 », notice no PA00087263 | 48° 15′ 56″ nord, 2° 29′ 52″ est    |       |
| Palais de justice                                                 | Rouen                                       | Seine-Maritime          | Normandie                  | inscrit    | « PA00101007 », notice no PA00101007 | 49° 26′ 32″ nord, 1° 05′ 33″ est    |       |
| Gisement préhistorique de Saint-Romain-de-Colbosc                 | Saint-Romain-de-Colbosc                     | Seine-Maritime          | Normandie                  | inscrit    | « PA00101048 », notice no PA00101048 | 49° 31′ 57″ nord, 0° 21′ 48″ est    |       |
| Bibliothèque Louis Aragon                                         | Amiens                                      | Somme                   | Hauts-de-France            | inscrit    | « PA00116044 », notice no PA00116044 | 49° 53′ 24″ nord, 2° 17′ 42″ est    |       |
| Château d'Arry                                                    | Arry                                        | Somme                   | Hauts-de-France            | classé     | « PA00116081 », notice no PA00116081 | 50° 16′ 39″ nord, 1° 43′ 32″ est    |       |
| Château de Flesselles                                             | Flesselles                                  | Somme                   | Hauts-de-France            | inscrit    | « PA00116154 », notice no PA00116154 | 50° 00′ 04″ nord, 2° 15′ 34″ est    |       |
| Château de Hédauville                                             | Hédauville                                  | Somme                   | Hauts-de-France            | inscrit    | « PA00116177 », notice no PA00116177 | 50° 02′ 41″ nord, 2° 34′ 06″ est    |       |
| Maison à pans de bois, rue des Soufflets à Rue                    | Rue                                         | Somme                   | Hauts-de-France            | classé     | « PA00116236 », notice no PA00116236 | 50° 16′ 23″ nord, 1° 40′ 02″ est    |       |
| Château de Poireauville                                           | Vaudricourt                                 | Somme                   | Hauts-de-France            | inscrit    | « PA00116262 », notice no PA00116262 | 50° 07′ 20″ nord, 1° 32′ 45″ est    |       |
| Manoir de Lasbordes                                               | Albi                                        | Tarn                    | Occitanie                  | inscrit    | « PA00095479 », notice no PA00095479 | 43° 56′ 28″ nord, 2° 07′ 08″ est    |       |
| Château de Magrin                                                 | Magrin                                      | Tarn                    | Occitanie                  | classé     | « PA00095596 », notice no PA00095596 | 43° 37′ 13″ nord, 1° 55′ 38″ est    |       |
| Église Saint-Pierre de Monestiés                                  | Monestiés                                   | Tarn                    | Occitanie                  | classé     | « PA00095604 », notice no PA00095604 | 44° 04′ 15″ nord, 2° 05′ 46″ est    |       |
| Église Saint-Barthélemy de Montgey                                | Montgey                                     | Tarn                    | Occitanie                  | inscrit    | « PA00095609 », notice no PA00095609 | 43° 30′ 43″ nord, 1° 56′ 01″ est    |       |
| Église Saint-Michel de Mouzieys-Panens                            | Mouzieys-Panens                             | Tarn                    | Occitanie                  | classé     | « PA00095610 », notice no PA00095610 | 44° 05′ 25″ nord, 1° 55′ 58″ est    |       |
| Château de Brassac                                                | Brassac                                     | Tarn-et-Garonne         | Occitanie                  | classé     | « PA00095712 », notice no PA00095712 | 44° 12′ 43″ nord, 0° 58′ 23″ est    |       |
| Église Saint-Georges de Brassac                                   | Brassac                                     | Tarn-et-Garonne         | Occitanie                  | inscrit    | « PA00095713 », notice no PA00095713 | 44° 13′ 03″ nord, 0° 58′ 14″ est    |       |
| Église Saint-Barthélemy de Castéra-Bouzet                         | Castéra-Bouzet                              | Tarn-et-Garonne         | Occitanie                  | inscrit    | « PA00095727 », notice no PA00095727 | 43° 59′ 59″ nord, 0° 55′ 10″ est    |       |
| Église Saint-Pierre de Bruyères                                   | Cazes-Mondenard                             | Tarn-et-Garonne         | Occitanie                  | inscrit    | « PA00095738 », notice no PA00095738 | 44° 12′ 11″ nord, 1° 11′ 43″ est    |       |
| Château de Verlhaget                                              | Lacourt-Saint-Pierre                        | Tarn-et-Garonne         | Occitanie                  | inscrit    | « PA00095766 », notice no PA00095766 | 43° 59′ 17″ nord, 1° 18′ 08″ est    |       |
| Église Saint-Saturnin de Mansonville                              | Mansonville                                 | Tarn-et-Garonne         | Occitanie                  | inscrit    | « PA00095779 », notice no PA00095779 | 44° 01′ 02″ nord, 0° 50′ 26″ est    |       |
| Pigeonnier de Lamourette                                          | Marsac                                      | Tarn-et-Garonne         | Occitanie                  | inscrit    | « PA00095780 », notice no PA00095780 | 43° 56′ 53″ nord, 0° 49′ 27″ est    |       |
| Église Saint-Nazaire de Molières                                  | Molières                                    | Tarn-et-Garonne         | Occitanie                  | inscrit    | « PA00095794 », notice no PA00095794 | 44° 12′ 39″ nord, 1° 25′ 51″ est    |       |
| Église Saint-Pierre de Pervillac                                  | Montaigu-de-Quercy                          | Tarn-et-Garonne         | Occitanie                  | inscrit    | « PA00095797 », notice no PA00095797 | 44° 20′ 43″ nord, 1° 03′ 50″ est    |       |
| Pigeonnier de Saint-Cry                                           | Montech                                     | Tarn-et-Garonne         | Occitanie                  | inscrit    | « PA00095837 », notice no PA00095837 | 43° 56′ 22″ nord, 1° 12′ 45″ est    |       |
| Église Saint-Denis de Pommevic                                    | Pommevic                                    | Tarn-et-Garonne         | Occitanie                  | classé     | « PA00095852 », notice no PA00095852 | 44° 05′ 59″ nord, 0° 55′ 56″ est    |       |
| Église Saint-Jean-Baptiste de Saint-Aignan                        | Saint-Aignan                                | Tarn-et-Garonne         | Occitanie                  | inscrit    | « PA00095863 », notice no PA00095863 | 44° 01′ 04″ nord, 1° 04′ 36″ est    |       |
| Église Saint-Jean-Baptiste de Saint-Amans-du-Pech                 | Saint-Amans-du-Pech                         | Tarn-et-Garonne         | Occitanie                  | inscrit    | « PA00095864 », notice no PA00095864 | 44° 19′ 01″ nord, 0° 53′ 18″ est    |       |
| Église Saint-Jean de Saint-Jean-du-Bouzet                         | Saint-Jean-du-Bouzet                        | Tarn-et-Garonne         | Occitanie                  | inscrit    | « PA00095879 », notice no PA00095879 | 43° 59′ 22″ nord, 0° 52′ 28″ est    |       |
| Église Saint-Nazaire de Saint-Nazaire-de-Valentane                | Saint-Nazaire-de-Valentane                  | Tarn-et-Garonne         | Occitanie                  | inscrit    | « PA00095881 », notice no PA00095881 | 44° 13′ 29″ nord, 1° 00′ 46″ est    |       |
| Église Saint-Jean de Cornac                                       | Saint-Paul-d'Espis                          | Tarn-et-Garonne         | Occitanie                  | inscrit    | « PA00095885 », notice no PA00095885 | 44° 08′ 46″ nord, 1° 00′ 18″ est    |       |
| Maison forte de Quissac                                           | Valeilles                                   | Tarn-et-Garonne         | Occitanie                  | inscrit    | « PA00095894 », notice no PA00095894 | 44° 21′ 05″ nord, 0° 55′ 30″ est    |       |
| Église Saints-Fabien-et-Sébastien de Villemade                    | Villemade                                   | Tarn-et-Garonne         | Occitanie                  | inscrit    | « PA00095905 », notice no PA00095905 | 44° 04′ 33″ nord, 1° 17′ 13″ est    |       |
| Château de la Chesnaye                                            | Eaubonne                                    | Val-d'Oise              | Île-de-France              | classé     | « PA00080042 », notice no PA00080042 | 48° 59′ 42″ nord, 2° 16′ 38″ est    |       |
| Église Sainte-Marie-Madeleine du Perchay                          | Le Perchay                                  | Val-d'Oise              | Île-de-France              | inscrit    | « PA00080161 », notice no PA00080161 | 49° 06′ 32″ nord, 1° 55′ 59″ est    |       |
| Moulin des Patis                                                  | Pontoise                                    | Val-d'Oise              | Île-de-France              | inscrit    | « PA00080172 », notice no PA00080172 | 49° 03′ 10″ nord, 2° 05′ 07″ est    |       |
| Château de Conflans                                               | Charenton-le-Pont                           | Val-de-Marne            | Île-de-France              | inscrit    | « PA00079860 », notice no PA00079860 | 48° 49′ 21″ nord, 2° 24′ 12″ est    |       |
| Fort de Champigny                                                 | Chennevières-sur-Marne                      | Val-de-Marne            | Île-de-France              | inscrit    | « PA00079864 », notice no PA00079864 | 48° 48′ 05″ nord, 2° 32′ 27″ est    |       |
| Moulin de la Tour                                                 | Ivry-sur-Seine                              | Val-de-Marne            | Île-de-France              | inscrit    | « PA00079881 », notice no PA00079881 | 48° 49′ 04″ nord, 2° 22′ 23″ est    |       |
| École nationale vétérinaire d'Alfort                              | Maisons-Alfort                              | Val-de-Marne            | Île-de-France              | inscrit    | « PA00079887 », notice no PA00079887 | 48° 48′ 52″ nord, 2° 25′ 19″ est    |       |
| Château du Réghat                                                 | Maisons-Alfort                              | Val-de-Marne            | Île-de-France              | inscrit    | « PA00079886 », notice no PA00079886 | 48° 48′ 01″ nord, 2° 26′ 10″ est    |       |
| Collégiale Notre-Dame de Barjols                                  | Barjols                                     | Var                     | Provence-Alpes-Côte d'Azur | classé     | « PA00081537 », notice no PA00081537 | 43° 33′ 26″ nord, 6° 00′ 30″ est    |       |
| Chapelle Saint-Michel d'Apt                                       | Apt                                         | Vaucluse                | Provence-Alpes-Côte d'Azur | classé     | « PA00081803 », notice no PA00081803 | 43° 52′ 43″ nord, 5° 23′ 58″ est    |       |
| Hôtel d'Alauzier-Guilhermier                                      | Bollène                                     | Vaucluse                | Provence-Alpes-Côte d'Azur | inscrit    | « PA00081975 », notice no PA00081975 | 44° 16′ 51″ nord, 4° 44′ 52″ est    |       |
| Château de Cabrières                                              | Cabrières-d'Avignon                         | Vaucluse                | Provence-Alpes-Côte d'Azur | inscrit    | « PA00081987 », notice no PA00081987 | 43° 53′ 32″ nord, 5° 08′ 55″ est    |       |
| Hôtel Donadei de Campredon                                        | L'Isle-sur-la-Sorgue                        | Vaucluse                | Provence-Alpes-Côte d'Azur | inscrit    | « PA00082054 », notice no PA00082054 | 43° 55′ 16″ nord, 5° 03′ 08″ est    |       |
| Château de Lourmarin                                              | Lourmarin                                   | Vaucluse                | Provence-Alpes-Côte d'Azur | classé     | « PA00082066 », notice no PA00082066 | 43° 45′ 48″ nord, 5° 21′ 31″ est    |       |
| Donjon de Châteaumur                                              | Sèvremont                                   | Vendée                  | Pays de la Loire           | inscrit    | « PA00110071 », notice no PA00110071 | 46° 50′ 46″ nord, 0° 49′ 57″ ouest  |       |
| Dolmen de la Guette                                               | L'Île-d'Yeu                                 | Vendée                  | Pays de la Loire           | classé     | « PA00110141 », notice no PA00110141 | 46° 41′ 50″ nord, 2° 19′ 40″ ouest  |       |
| Château du Pin                                                    | Coulonges                                   | Vienne                  | Nouvelle-Aquitaine         | inscrit    | « PA00105435 », notice no PA00105435 | 46° 26′ 11″ nord, 1° 10′ 48″ est    |       |
| Château de Monts-sur-Guesnes                                      | Monts-sur-Guesnes                           | Vienne                  | Nouvelle-Aquitaine         | classé     | « PA00105556 », notice no PA00105556 | 46° 55′ 10″ nord, 0° 12′ 41″ est    |       |
| Prieuré de Raboué                                                 | Roches-Prémarie-Andillé                     | Vienne                  | Nouvelle-Aquitaine         | classé     | « PA00105679 », notice no PA00105679 | 46° 28′ 29″ nord, 0° 23′ 36″ est    |       |
| Église Saint-Romain de Saint-Sauvant                              | Saint-Sauvant                               | Vienne                  | Nouvelle-Aquitaine         | classé     | « PA00105707 », notice no PA00105707 | 46° 21′ 35″ nord, 0° 03′ 23″ est    |       |
| Immeuble Chevroton                                                | Gérardmer                                   | Vosges                  | Grand Est                  | inscrit    | « PA00107174 », notice no PA00107174 | 48° 04′ 16″ nord, 6° 52′ 41″ est    |       |
| Église de Bernouil                                                | Bernouil                                    | Yonne                   | Bourgogne-Franche-Comté    | classé     | « PA00113619 », notice no PA00113619 | 47° 53′ 57″ nord, 3° 53′ 32″ est    |       |
| Château de Dracy                                                  | Dracy                                       | Yonne                   | Bourgogne-Franche-Comté    | inscrit    | « PA00113675 », notice no PA00113675 | 47° 45′ 20″ nord, 3° 15′ 07″ est    |       |
| Église de Saligny                                                 | Saligny                                     | Yonne                   | Bourgogne-Franche-Comté    | classé     | « PA00113843 », notice no PA00113843 | 48° 12′ 42″ nord, 3° 21′ 37″ est    |       |
| Rempart gallo-romain (Enceinte)                                   | Sens                                        | Yonne                   | Bourgogne-Franche-Comté    | classé     | « PA00113884 », notice no PA00113884 | 48° 11′ 43″ nord, 3° 16′ 46″ est    |       |
| Château de Pontchartrain                                          | Jouars-Pontchartrain                        | Yvelines                | Île-de-France              | classé     | « PA00087462 », notice no PA00087462 | 48° 47′ 56″ nord, 1° 53′ 42″ est    |       |
| Château d'Agnou                                                   | Maule                                       | Yvelines                | Île-de-France              | classé     | « PA00087528 », notice no PA00087528 | 48° 54′ 50″ nord, 1° 50′ 52″ est    |       |
| Château de Médan                                                  | Médan                                       | Yvelines                | Île-de-France              | inscrit    | « PA00087532 », notice no PA00087532 | 48° 57′ 10″ nord, 1° 59′ 39″ est    |       |
| Château de La Queue-les-Yvelines                                  | La Queue-les-Yvelines                       | Yvelines                | Île-de-France              | inscrit    | « PA00087580 », notice no PA00087580 | 48° 48′ 15″ nord, 1° 45′ 45″ est    |       |
| Château du Tremblay-sur-Mauldre                                   | Le Tremblay-sur-Mauldre                     | Yvelines                | Île-de-France              | classé     | « PA00087657 », notice no PA00087657 | 48° 46′ 36″ nord, 1° 52′ 25″ est    |       |
| Château de Pontchartrain                                          | Le Tremblay-sur-Mauldre                     | Yvelines                | Île-de-France              | classé     | « PA00087658 », notice no PA00087658 | 48° 47′ 56″ nord, 1° 53′ 42″ est    |       |
| Pavillon des Filtres                                              | Versailles                                  | Yvelines                | Île-de-France              | classé     | « PA00087679 », notice no PA00087679 | 48° 48′ 41″ nord, 2° 09′ 04″ est    |       |
| Réservoirs de Picardie                                            | Versailles                                  | Yvelines                | Île-de-France              | inscrit    | « PA00087682 », notice no PA00087682 | 48° 48′ 38″ nord, 2° 09′ 04″ est    |       |
| Villa Berthe                                                      | Le Vésinet                                  | Yvelines                | Île-de-France              | inscrit    | « PA00087780 », notice no PA00087780 | 48° 53′ 58″ nord, 2° 07′ 07″ est    |       |